# 科捜研の女
『科捜研の女』（かそうけんのおんな）は、1999年よりテレビ朝日系列で断続的に放送されている、東映制作のサスペンスドラマのシリーズ。

## 概要
京都府警科学捜査研究所を舞台に、DNA鑑定・画像解析等を駆使し、凶悪化・ハイテク化する犯罪を解明する法医研究員・榊マリコ（沢口靖子）の活躍を描くミステリードラマ。当初は木曜20時台の連続ドラマ枠（「木曜ミステリー」）にて放送を開始し、以降20年余りにわたって同枠の定番シリーズの一つとして、断続的に放送を継続。同枠の廃止後は、ドラマ枠が新設された火曜21時台での放送（season22）を経て、2023年放送のseason23以降は同じ東映制作枠である水曜21時台での放送が定着しつつある。
番組タイトルは、2004年から2008年までに放送されたシーズン（season5 - season8）のみ『新・科捜研の女』とされていた時期もある他、2022年放送のseason22では、タイトルに西暦を加えた『科捜研の女 2022』が使用されている。
前述の通り、本シリーズは「木曜ミステリー」の一作品として立ち上げられた都合上、同枠の他作品（シリーズ）と同様に京都府内（およびその周辺）が物語の主な舞台として設定されている。同枠が廃止され、放送時間帯が変更されてからもこの点については不変である一方、水曜21時台にて放送されるようになったseason23以降はスポンサーとの兼ね合いから、劇用車両のほとんどが日産自動車製のものに変更されている。

### 作風と登場人物
各シーズンとも、基本的には1話完結のエピソード群で構成されているが、事件の複雑化などにより、1話で完結できないストーリーの場合は前後篇として2週連続でエピソードが展開される場合もあり、その場合は後編の放送の冒頭にて「前回のあらすじ」のテロップとともに、主人公のマリコが前編でのあらすじをナレーションで紹介することもある。特に塚田英明がチーフプロデューサーとなったseason12以降は、こうした前後編仕立てのエピソードが増加傾向にある。
本シリーズは登場人物の入れ替わりも頻繁に発生し、初期のシーズンから長期間継続して出演するキャストについても、シーズンによって演出・設定などにも変化が見られる。その代表格とも言えるのが内藤剛志であり、season2からseason4ではプロファイラーの武藤要を演じ、season5からは刑事の土門薫へと役柄を変えつつ、2024年現在に至るまで出演を継続している。この他にも、斉藤暁（season1では物理研究員の榎戸輝男、season5より文書研究員の日野和正としてレギュラー出演）や風間トオル（season7第9話で弁護士の香月誠一役でゲスト出演、スペシャル3より科学研究員の宇佐見裕也としてレギュラー入り）などのように、「（視聴者側から見て）よく似ているが全くの別人役」で出演しているキャストも少なくない。
主人公であるマリコについても、season4まではコミカルな要素が随所に盛り込まれていたが、番組自体がシリアスな作風へとシフトしだしたseason5以降は、それに合わせて冷静沈着で真面目な人物造形とされた。season18からは再びコミカルな要素が盛り込まれるようになったものの、マリコが大人の女性として成長したこともあり、初期のシーズンよりも落ち着いた部分が強調されている。この他、season5まではマリコと同僚が対立する場面も多く描かれていたが、season6以降はそうした対立もほとんど見られなくなり、皆で協力し事件を解決するのが基本路線とされている。

### 反響と記録
年を追うごとに平均視聴率を上げ、単発の2時間スペシャルでは15%以上の視聴率を記録、season17の200回スペシャルまでの全平均視聴率が12.3%を達成しているなど安定した人気を保ち、再放送も全シーズンを対象に、不定期ながらテレビ朝日や各地方局で行われている。
前述の通り1999年のシリーズ開始以来、2024年現在まで一部の例外（2003年および2007年）を除いて、ほぼ途切れることなく続編の制作が継続しており、2015年10月のseason15開始時点において、日本の連続テレビドラマ史上で最も長期間継続して続編が制作されているドラマとなっている。また同時に、同一人物による主演・同曜日かつ同時間帯での放送という面においても、最長の記録を持っていた。
2015年10月には京都府警察本部より「京都府警察の科学捜査力の高度化に貢献し、府民の警察に対する信頼を確保することに貢献した」などとして本番組に対し感謝状が贈られた。

## あらすじ
主人公・榊マリコは京都府警科学捜査研究所（通称・科捜研）に所属する法医研究員である。「科学は嘘をつかない」を信条とし、真実を追い求める彼女は、一癖も二癖もある研究員たちと共に、法医、化学、物理、文書鑑定などの専門知識や最新技術を武器として、数々の事件の真相解明に挑んでいく……。

## キャスト

### テーマカラー
主なキャストにはテーマカラーが設定されている。榊マリコは情熱の赤。又はピンク。衣装や所持品は赤系でコーディネートされている。土門薫は白シャツにエンジのネクタイ。日野和正は茶色。宇佐見裕也はクールな寒色系（青）。涌田亜美は陽気な黄色。橋口呂太は自然児らしい緑である。

### 京都府警科学捜査研究所
榊マリコ（さかき まりこ）
演 - 沢口靖子（主人公）
京都府警科学捜査研究所の法医研究員。
日野和正（ひの かずまさ）
演 - 斉藤暁（ season5 - ）
科学捜査研究所所長。専門は文書鑑定。
君嶋直樹（きみじま なおき）
演 - 小池徹平（ season22 - ）
科学捜査研究所研究員。専門は物理。
加瀬淳平（かせ じゅんぺい）
演 - 加藤諒（ season24 - ）
京都市役所から科捜研に派遣されてきた会計係。
涌田亜美（わくた あみ）
演 - 山本ひかる（ season13 第3話 - ）
科学捜査研究所研究員。専門は映像データ。
宇佐見裕也（うさみ ゆうや）
演 - 風間トオル（スペシャル3 - ）
科学捜査研究所研究員。専門は化学。お茶が好きで、お茶を淹れるシーンが劇中にしばしば登場する。

### 京都府警察本部
土門薫（どもん かおる）
演 - 内藤剛志（ season5 - ）
京都府警捜査一課の刑事・警部補。
蒲原勇樹（かんばら ゆうき）
演 - 石井一彰（ season15 - ）
京都府警捜査一課の刑事・巡査部長。土門薫の部下。
所轄署時代は落合佐妃子の元部下であった。
藤倉甚一（ふじくら じんいち）
演 - 金田明夫（ season13 - ）
京都府警刑事部長・警視正。元鑑識課長。
佐伯志信（さえき しのぶ）
演 - 西田健（ season12 第1話・最終話 / season13 第1話・第2話・第7話・最終話 / スペシャル4 / season14  - ）
京都府警察本部長・警視監。京都府警察のトップ。

### 洛北医科大学
風丘早月（かざおか さつき）
演 - 若村麻由美（ season8 - ）
洛北医科大学の医学部病理学科法医学教室の教授。
京都府警からの依頼で解剖を担当する監察医。

## 用語
※ストーリー内にたびたび登場する施設・会社・組織・部署などを記す。
京都府警科学捜査研究所
京都府警刑事部に所属する研究機関。専門知識を持つ技術職員が在籍し、科学捜査の鑑定を行う。京都府警本部の外観ロケ地には、積水化学工業株式会社京都研究所の建物が使われている他、所内のセットは東映京都撮影所内に建てられており、数シーズンごとに度々リニューアルがなされている。
洛北医科大学
風丘の所属する、京都市内にあると思われる架空の医科大学。外観ロケ地には京都造形芸術大学のキャンパスが使用されている。
二条院大学
京都市内にあると思われる架空の私立大学。総合大学と思われる。また、市内に附属植物園があり、一般の人も入園できる模様。2016年1月放送の正月スペシャルでのロケ地は京都産業大学。
昔から生活困窮者向けに炊き出しをしているボランティアサークルがある（ season19 第1話）。
エルドビア共和国 (Eldovia)
南米に位置する架空の国家で、国土は コロンビアの西隣の架空の三角形状の半島に位置すること、首都はマウベ（Maube）であることが作中にて言及されている。
本シリーズだけでなく、制作会社や一部スタッフが共通する刑事ドラマシリーズ『相棒』にも度々登場することがある。
ルベルタ共和国
エルドビア共和国の西側の太平洋上に位置する島国の架空国家で、首都はペルグランディア。
デルデ共和国
エルドビア共和国の南隣に位置する架空の国家。領土は エクアドルの国土と同じとされている。
アルキベルズ
エルドビア共和国の北隣に位置する架空の国家。領土はコロンビア北部から パナマの ダリエン県、 エンベラ自治県にかけて。
コスロア共和国
アルキベルズの西側に位置し、パナマ湾を領土とする架空の国家。
ボイルネラ
コスロア共和国の西側に位置し、アスエロ半島を領土とする架空の国家。

## スタッフ
※2024年9月現在
- 原案 - 須藤武雄＋科学捜査研究会「科学捜査（秘）犯罪ファイル」ほか ※現在はノンクレジット
- 脚本 - 櫻井武晴（79回）、戸田山雅司（71回）、真部千晶（30回）、岩下悠子（20回）、李正姫（16回）、松本美弥子（17回）、瀧川晃代（5回）
  - 脚本（過去） - 日暮裕一（9回）、武上純希（6回）、田辺満（5回）、砂本量（4本）　他
- 音楽 - 川井憲次（season3 - ）
  - 音楽（過去） - e-KLAY（遠藤浩二・黒木千波留・土屋玲子、season2） ※ season1 は不在
- 監督 - 森本浩史（57本）、兼崎涼介（36本）、田﨑竜太（34本）、濱龍也（23本）、西片友樹（17本）、宗野賢一（11本）、柏木宏紀（10本）
  - 監督（過去） - 辻野正人（38本）、橋本一（23本）、石川一郎（18本）、藤岡浩二郎（8本）、大井利夫（7本）、小川岳志（3本）、児玉宜久（3本）、匂坂力祥（2本）、伊藤寿浩（2本）、西山太郎、柳裕章、市岡歩
- プロデューサー → チーフプロデューサー → ゼネラルプロデューサー - 井圡隆（テレビ朝日 / season1 - season15）
- ゼネラルプロデューサー - 関拓也[注 6]（season15 - ）
- プロデューサー
  - テレビ朝日 - 藤崎絵三[11]（season16 - ）
  - 東映 - 中尾亜由子（season13 - season23）、谷中寿成（スペシャル11 - ）、出井龍之介（season24 - ）
- プロデューサー（過去）
  - テレビ朝日 - 島川博篤（season4 - season6）、菊池恭（season3 / season7 - season13）、藤本一彦（season14 - スペシャル10）
  - 東映 - 手塚治（season1 - season10 ）[注 7]、塚田英明[11]（season1 - season2 / season12 - season17）、小野川隆（season2 - season11）
- 制作 - テレビ朝日、東映

## 主題歌
| 期間     | 主題歌 |
| -------- | --- |
| season1  | - ZARD「この涙 星になれ」（B-Gram RECORDS、JBCJ-1027） |
| season2  | - 氷室京介「OUTSIDE BEAUTY」（ポリドール、UPCH-9005） |
| season3  | - コブクロ「miss you」（ワーナーミュージック・ジャパン、WPC6-10168） |
| season4  | - aiko「それだけ」（ポニーキャニオン、PCCA-01778） |
| season5  | - 白鳥マイカ「こわれ者」（ポニーキャニオン、PCCA-70075） |
| season6  | - 島谷ひとみ「真昼の月」（avex trax、AVCD-30805） |
| season7  | - GARNET CROW「まぼろし」（GIZA studio、GZCA-4079） |
| season8  | - Kanade「Serenade」（ユニバーサルJ、UPCH-5537） |
| season9  | - 木山裕策「I believe」（tearbridge records、NFCD-27221） |
| season10 | - 菅原紗由理「『好き』という言葉」（フォーライフミュージックエンタテイメント、FLCF-7177） |
| season11 | - 初音「紡ぎ〜あまねく想い〜」（avex trax、AVCD-48195）（ep.1 - ep.9） - NIKIIE「涙星」（日本コロムビア、COKM-31265）（ep.10 - Last ep.-II）                                                            |
| season12 | - やなわらばー「でもね…」（日本クラウン、CRCP-10283） |
| season13 | - DEEN「もう泣かないで」（エピックレコードジャパン、ESCL-4133）（File 1 - File 8、クリスマススペシャル） - Salley「あたしをみつけて」（ビクターエンタテインメント、VICL-36869）（File 9 - Last File）   |
| season14 | - 柴田淳「車窓」（ビクターエンタテインメント、VICL-64265）（File 1 - Last File、年末スペシャル、新春スペシャル）                                                                                        |
| season15 | - 柴咲コウ「野性の同盟」（ビクターエンタテインメント、VICL-37105）（File 1 - File 7、正月スペシャル） - 德永英明「君がくれるもの」（ユニバーサルシグマ、UMCK-5592）（File 8 - Last File、春スペシャル） |
| season16 | - 大黒摩季「My Will 〜世界は変えられなくても〜」（Being、JBCZ-9035/7）（File 1 - File 8、正月スペシャル） - K「シャイン」（ビクターエンターテイメント、VIZL-1129）（File 9 - Last File）                |
| season17 | - Anly「Venus」（ソニーミュージックレコーズ、SRCL-9595）（File 1 - File 8） - 井上実優「この空の果て」（ビクターエンタテインメント、VICL-37354）（File 9 - Last File）                                  |
| season18 | - 番匠谷紗衣「ここにある光」（ユニバーサルミュージック、TYCT-39103）（スペシャル11、File.1 - Last File、正月スペシャル）                                                                                |
| season19 | - 今井美樹「Blue Rain」（ユニバーサルミュージック/Virgin Music、TYCT-60116）（File 1 - File 16） - 今井美樹「Hikari」（ユニバーサルミュージック/Virgin Music）（File 17 - Last File）                   |
| season20 | - 藤川千愛「ありのままで」（日本コロムビア） |
| season21 | - 遥海「声」（ソニーミュージックレコーズ/アリオラジャパン、BVCL-1186）（File 1 - File 8） - Tielle「花火」（TL RECORDS）（File 9 - Last File）                                                          |
| season22 | - 坂口有望「サイレント」（ソニーミュージックレーベルズ） |
| season23 | - 工藤静香「勇者の旗」（ポニーキャニオン） |
| season24 | - ビッケブランカ「白夜」（avex trax） |

## 放送日程
- 基本的には1クール作品として制作されることが多いものの、シーズンによっては2クールもしくはそれ以上の放送期間となる場合もある。
- 話数カウントの表記は、一部の例外を除いて基本的には「File.」が採用されており、最終回は「Last File」と表記されるが、シーズンによってはさらに細かな部分での差異が見られる場合もある（詳細は各シーズンの節を参照）。

season1 / season2/ season3 / season4 / season5 / season6 / season7 / スペシャル（2008年） / season8 / season9 / スペシャル（2010年） / season10 / スペシャル（2011年） / season11 / season12 / season13 / スペシャル（2013年） / season14 / スペシャル（2014年 - 2015年） / season15 / スペシャル（2016年） / season16 / スペシャル（2017年） / season17 / スペシャル（2018年） / season18 / スペシャル（2019年） / season19 / season20 / season21 / season22 / season23 / season24

### 科捜研の女 season1（1999年）
- 放送期間：1999年10月21日 - 12月16日
- 放送回数：全9回
- キャッチコピーは「科学は私を裏切らない」。
- 関東地方のみ、19:59 - 20:54にて放送。

| 放送回                                                        | 放送日   | サブタイトル                            | 脚本     | 監督     | 視聴率 |
| ------------------------------------------------------------- | -------- | --------------------------------------- | -------- | -------- | ------ |
| 1                                                             | 10月21日 | 声紋は語る！京都大文字の夜 謎の女が…    | 日暮裕一 | 大井利夫 | 10.4%  |
| 2                                                             | 10月28日 | 謎の窒息死！セクハラ美人OLに潜む殺意    | 砂本量   | 大井利夫 | 06.2%  |
| 3                                                             | 11月04日 | 涙の不倫 嘘発見器が暴く女教師死の真実！ | 田辺満   | 辻野正人 | 07.7%  |
| 4                                                             | 11月11日 | 哀しみの復顔！夫に話せない美人妻の過去  | 日暮裕一 | 辻野正人 | 09.9%  |
| 5                                                             | 11月18日 | 京都死の配達人！赤いルージュの殺意!!    | 砂本量   | 橋本一   | 09.3%  |
| 6                                                             | 11月25日 | 足だけの死体の謎！学校の怪談 京都編!?   | 田辺満   | 橋本一   | 09.1%  |
| 7                                                             | 12月02日 | 祇園ホステス殺人の謎！二度狙われた女!!  | 日暮裕一 | 辻野正人 | 10.6%  |
| 8                                                             | 12月09日 | 連続殺人を結ぶ美女！死を誘う光の謎!!    | 田辺満   | 大井利夫 | 10.9%  |
| 9                                                             | 12月16日 | 美しき女医の正体！危険な誘惑の果て…     | 日暮裕一 | 大井利夫 | 09.6%  |
| 平均視聴率 9.3%（視聴率はビデオリサーチ調べ、関東地区・世帯） |          |                                         |          |          |        |

### 科捜研の女 season2（2000年）
- 放送期間：2000年10月19日 - 12月14日
- 放送回数：全9回
- 同シーズンでは、話数のカウント表記が大文字統一の「FILE.」とされている。
- 2025年現在の時点で唯一、科捜研内にマリコの上司にあたるメインキャラクターが存在しないシーズンである。また、科捜研内に解剖医とプロファイラーを担当するメインキャラクターがそれぞれ存在するのもこのシーズンのみである。
- 2025年現在の時点で唯一、主題歌がオープニングとして流れ、長尺のオープニング映像が存在するシーズンである。

| 放送回                                                        | 放送日   | サブタイトル                                   | 脚本     | 監督     | 視聴率 |
| ------------------------------------------------------------- | -------- | ---------------------------------------------- | -------- | -------- | ------ |
| 1                                                             | 10月19日 | 奇妙な連続殺人！プロファイラーを手玉に取る男   | 日暮裕一 | 辻野正人 | 08.8%  |
| 2                                                             | 10月26日 | 記憶を失くした目撃者 チョコアイスが見た殺人!!  | 日暮裕一 | 辻野正人 | 06.3%  |
| 3                                                             | 11月02日 | 監禁された女子大生！タイマー感電死まで24時間   | 砂本量   | 橋本一   | 09.3%  |
| 4                                                             | 11月9日  | 望遠マイクが覗いた監禁現場！人質になった女刑事 | 斉藤淳一 | 橋本一   | 09.6%  |
| 5                                                             | 11月16日 | あの子は殺ってない!? 雨の鴨川が見た真犯人！    | 日暮裕一 | 大井利夫 | 09.6%  |
| 6                                                             | 11月23日 | 引き取り手のない死体！届けたい母への想い       | 武上純希 | 大井利夫 | 08.2%  |
| 7                                                             | 11月30日 | 罰を与えられた死体！狙われた女監察医!!         | 砂本量   | 辻野正人 | 10.0%  |
| 8                                                             | 12月07日 | 消えた被害者！愛と欲望のひき逃げ事件!!         | 日暮裕一 | 辻野正人 | 10.5%  |
| 9                                                             | 12月14日 | アリバイ証明率0%の罠 髪の長い女を捜せ！        | 日暮裕一 | 大井利夫 | 10.4%  |
| 平均視聴率 9.2%（視聴率はビデオリサーチ調べ、関東地区・世帯） |          |                                                |          |          |        |

### 科捜研の女 season3（2001年）
- 放送期間：2001年11月1日 - 12月20日
- 放送回数：全8回
  - 最終話のみ、2時間枠（20:00 - 21:48）でのスペシャル版として放送。
- キャッチコピーは「それは死者からのメッセージ」。
  - 同シーズンのみ、話数のカウント表記が小文字統一の「file.」である他、数字表記もローマ数字とされている（例：「file.I」（第1話））。

| 放送回                                                         | 放送日   | サブタイトル                                                 | 脚本       | 監督            | 視聴率 |
| -------------------------------------------------------------- | -------- | ------------------------------------------------------------ | ---------- | --------------- | ------ |
| 1                                                              | 11月01日 | 京都-日本海、150キロアリバイの謎！胃の中に残された殺人動機!! | 深沢正樹   | 橋本一          | 12.2%  |
| 2                                                              | 11月08日 | 京都陶芸界、砕け散る殺意！                                   | 戸田山雅司 | 橋本一          | 12.1%  |
| 3                                                              | 11月15日 | 出来すぎた事故！ライトアップ殺人事件!!                       | 戸田山雅司 | 辻野正人        | 11.7%  |
| 4                                                              | 11月22日 | 壊れた絆 二重足あとの殺意！                                  | 高山直也   | 辻野正人        | 11.8%  |
| 5                                                              | 11月29日 | 祇園祭の夜に消えた命！目撃者のない事故                       | 戸田山雅司 | 橋本一          | 11.2%  |
| 6                                                              | 12月06日 | VSアンビリーバボー！女子寮に潜む美しき霊の謎!!               | 高山直也   | 橋本一          | 11.8%  |
| 7                                                              | 12月13日 | 不自然な血痕！二重偽証に壊された母子愛                       | 深沢正樹   | 辻野正人        | 11.6%  |
| 8                                                              | 12月20日 | 疑惑の銃声！胃の中から発見された銃弾!!                       | 戸田山雅司 | 辻野正人 橋本一 | 15.7%  |
| 平均視聴率 12.3%（視聴率はビデオリサーチ調べ、関東地区・世帯） |          |                                                              |            |                 |        |

### 科捜研の女 season4（2002年）
- 放送期間：2002年7月25日 - 9月19日
- 放送回数：全8回
  - 最終話のみ、2時間枠（20:00 - 21:48）でのスペシャル版として放送。
- キャッチコピーは「これ以上あなたを悲しませない」。
- season2と同様に、話数のカウント表記は大文字統一の「FILE.」とされている。
- マリコ以外の多くのキャラクターが、前のシーズンから変わらず科捜研メンバーとして続投した初めてのシーズンである。

| 放送回                                                         | 放送日  | サブタイトル                                                                                        | 脚本       | 監督       | 視聴率 |
| -------------------------------------------------------------- | ------- | --------------------------------------------------------------------------------------------------- | ---------- | ---------- | ------ |
| 1                                                              | 7月25日 | 東京〜京都500キロ 深夜高速バス、殺意の瞬間！                                                        | 戸田山雅司 | 橋本一     | 10.9%  |
| 2                                                              | 8月01日 | 私は殺してない！記憶を奪われた美女の謎                                                              | 櫻井武晴   | 橋本一     | 09.1%  |
| 3                                                              | 8月08日 | 幽霊館の惨劇に秘められた罠                                                                          | 戸田山雅司 | 辻野正人   | 08.4%  |
| 4                                                              | 8月15日 | 哀しき偽装結婚！死を呼ぶ京髪飾り                                                                    | 櫻井武晴   | 辻野正人   | 09.1%  |
| 5                                                              | 8月22日 | 殺意の同窓会旅行！京都嵐山温泉が巨大密室に…                                                         | 武上純希   | 橋本一     | 11.8%  |
| 6                                                              | 9月05日 | 誘惑された女！腐敗しない死体の謎                                                                    | 櫻井武晴   | 橋本一     | 08.3%  |
| 7                                                              | 9月12日 | 仕立てられた目撃者!? 美しき転落死体が語る謎                                                         | 戸田山雅司 | 藤岡浩二郎 | 13.1%  |
| 8                                                              | 9月19日 | 疑惑の誘拐 京都タワーが見える監禁場所を捜せ！ 手がかりは一枚の写真だけ!! 二つの転落死を結ぶ点と線！ | 戸田山雅司 | 辻野正人   | 10.6%  |
| 平均視聴率 10.2%（視聴率はビデオリサーチ調べ、関東地区・世帯） |         | |            |            |        |

### 新・科捜研の女1 season5（2004年）
- 放送期間：2004年4月15日 - 6月10日
- 放送回数：全9回
  - 第1話のみ、2時間枠（20:00 - 21:48）でのスペシャル版として放送。当日は放送時間中の21:11 - 21:14までの3分間にわたって、イラク日本人人質事件人質解放の臨時ニュース放送のため番組が一時中断されており、その際放送時間の繰り下げがなされなかったことから、後日各局で改めて全編を再放送した。
  - 第4話・第5話は2話完結（前後編）のエピソードとして制作。
- 話数のカウント表記は、season3と同様に小文字統一の「file.」であるが、数字表記はアラビア数字とされている。この表記は以降2006年放送の『新・科捜研の女3』（season7）まで踏襲された。

| 放送回                                                         | 放送日  | サブタイトル                                                                                             | 脚本     | 監督       | 視聴率 |
| -------------------------------------------------------------- | ------- | --- | -------- | ---------- | ------ |
| 1                                                              | 4月15日 | 長崎-京都800キロブルートレインの殺意 ひとしずくの透明な水に隠された赤い秘密 消えた殺人サイトの女を追え！ | 田辺満   | 藤岡浩二郎 | 09.2%  |
| 2                                                              | 4月22日 | ダイエットケーキに秘められた甘い殺意                                                                     | 櫻井武晴 | 辻野正人   | 10.3%  |
| 3                                                              | 4月29日 | 殺しのスーツ！ねじれた死亡推定時刻                                                                       | 櫻井武晴 | 辻野正人   | 10.8%  |
|                                                                | 5月06日 | この声は！涙の声紋分析!!                                                                                 | 武上純希 | 橋本一     | 12.8%  |
| 5                                                              | 5月13日 | 二度絞め殺された女 -解決編-                                                                              | 武上純希 | 橋本一     | 09.9%  |
| 6                                                              | 5月20日 | 京都殺人迷路の女・消えた指紋の秘密！                                                                     | 田辺満   | 辻野正人   | 13.1%  |
| 7                                                              | 5月27日 | 時効直前！妻が見たDNA銃弾の謎！                                                                          | 櫻井武晴 | 辻野正人   | 10.6%  |
| 8                                                              | 6月03日 | VS連続放火魔！もうひとつの発火トリック！                                                                 | 武上純希 | 橋本一     | 10.1%  |
| 9                                                              | 6月10日 | まさかの検死ミス！もうひとりのマリコの完全犯罪                                                           | 櫻井武晴 | 橋本一     | 12.1%  |
| 平均視聴率 10.8%（視聴率はビデオリサーチ調べ、関東地区・世帯） |         | |          |            |        |

### 新・科捜研の女2 season6（2005年）
- 放送期間：2005年7月14日 - 9月15日
- 放送回数：全10回
  - 第1話のみ、2時間枠（20:00 - 21:48）でのスペシャル版として放送。
- キャッチコピーは「真実へのカケラ…。」。
- 同シーズンよりハイビジョン制作へと移行。

| 放送回                                                         | 放送日  | サブタイトル                                                                                      | 脚本              | 監督       | 視聴率 |
| -------------------------------------------------------------- | ------- | ------------------------------------------------------------------------------------------------- | ----------------- | ---------- | ------ |
| 1                                                              | 7月14日 | 疑惑の女刑事！誤射それとも殺人？それは18年前の夏の夜に起こった！ 京都〜信楽高原を結ぶ殺意の点と線 | 戸田山雅司        | 辻野正人   | 13.1%  |
| 2                                                              | 7月21日 | VS文化財 Gメンの女！二つの凶器に潜む血の涙の秘密                                                  | 櫻井武晴          | 藤岡浩二郎 | 11.0%  |
| 3                                                              | 7月28日 | 奇妙な遺言状！猫屋敷DNA殺人事件                                                                   | 櫻井武晴          | 藤岡浩二郎 | 12.3%  |
| 4                                                              | 8月04日 | VS謎の美人気象予報士！ずらされた死亡時刻                                                          | 櫻井武晴          | 橋本一     | 14.7%  |
| 5                                                              | 8月11日 | 魅惑の殺人マジック！密室の転落死体                                                                | 戸田山雅司        | 橋本一     | 10.4%  |
| 6                                                              | 8月18日 | 動き出した15年前の誘拐犯！双子姉妹のDNA鑑定                                                       | 武上純希          | 辻野正人   | 11.9%  |
| 7                                                              | 8月25日 | 秘密のキスマーク！祇園祭に渦巻く殺意                                                              | 戸田山雅司        | 辻野正人   | 14.4%  |
| 8                                                              | 9月01日 | 15年前の鑑定ミス!? マリコの父が殺人犯                                                             | 櫻井武晴          | 中川裕介   | 11.4%  |
| 9                                                              | 9月08日 | どうするマリコ！灼熱50度の監禁状態                                                                | 飯島早苗 櫻井武晴 | 橋本一     | 13.0%  |
| 10                                                             | 9月15日 | 謎の記憶喪失男が嵐山に現る!!                                                                      | 戸田山雅司        | 辻野正人   | 15.3%  |
| 平均視聴率 12.8%（視聴率はビデオリサーチ調べ、関東地区・世帯） |         |                                                                                                   |                   |            |        |

### 新・科捜研の女3 season7（2006年）
- 放送期間：2006年7月6日 - 9月7日
- 放送回数：全9回
  - 第1話のみ、2時間枠（20:00 - 21:54）でのスペシャル版として放送。
- キャッチコピーは「完全な犯罪などありえない。」。

| 放送回                                                         | 放送日  | サブタイトル                                                                                                   | 脚本       | 監督       | 視聴率 |
| -------------------------------------------------------------- | ------- | --- | ---------- | ---------- | ------ |
| 1                                                              | 7月06日 | 京都の祭りに人が死ぬ!! 祇園祭りを襲う二つの事件！ 致死率100%の細菌テロ!! マリコが刺された！ 山鉾町の連続殺人!! | 櫻井武晴   | 辻野正人   | 13.7%  |
| 2                                                              | 7月13日 | 捜査日誌の罠！覆面パトカー空白の30分                                                                           | 櫻井武晴   | 橋本一     | 13.7%  |
| 3                                                              | 7月20日 | 不自然な溺死！“京の水”殺人事件!!                                                                               | 戸田山雅司 | 橋本一     | 12.5%  |
| 4                                                              | 8月03日 | 悪女の初恋！多すぎる殺人容疑者!!                                                                               | 岩下悠子   | 藤岡浩二郎 | 11.9%  |
| 5                                                              | 8月10日 | 偽りの血痕！殺意と競演した女                                                                                   | 戸田山雅司 | 藤岡浩二郎 | 13.9%  |
| 6                                                              | 8月17日 | vs警察犬ハリー！第三の銃撃犯を追え                                                                             | 櫻井武晴   | 辻野正人   | 14.7%  |
| 7                                                              | 8月24日 | 人質になったマリコ 京都〜淡路島、高速バス爆破予告！                                                            | 岩下悠子   | 辻野正人   | 12.7%  |
| 8                                                              | 8月31日 | 疑惑の捜索願！母親の遺体を拒否する娘                                                                           | 櫻井武晴   | 森本浩史   | 13.3%  |
| 9                                                              | 9月07日 | 完全犯罪に利用されたマリコ!!                                                                                   | 戸田山雅司 | 森本浩史   | 13.4%  |
| 平均視聴率 13.4%（視聴率はビデオリサーチ調べ、関東地区・世帯） |         | |            |            |        |

### 新・科捜研の女 スペシャル（2008年）
- 木曜夜の2時間枠（20:00 - 21:54）にて放送。

| 放送回      | 放送日  | サブタイトル                                                                                  | 脚本     | 監督     | 視聴率 |
| ----------- | ------- | --------------------------------------------------------------------------------------------- | -------- | -------- | ------ |
| スペシャル1 | 3月13日 | 真夜中の大爆発！狙われた京都サミット!! SPがSPを射殺!? 疑惑のテロリスト銃撃戦…監禁されたマリコ | 櫻井武晴 | 辻野正人 | 16.6%  |

### 新・科捜研の女4 season8（2008年）
- 放送期間：2008年4月17日 - 6月19日
- 放送回数：全9回
- 同シーズンの第8話にて、2025年現在の歴代最高視聴率タイとなる17.1%を記録。
- 話数カウントの表記は、season1以来となる「File.」を再び採用。

| 放送回                                                         | 放送日  | サブタイトル                                                             | 脚本       | 監督       | 視聴率 |
| -------------------------------------------------------------- | ------- | ------------------------------------------------------------------------ | ---------- | ---------- | ------ |
| 1                                                              | 4月17日 | 盗聴された殺人現場！危険な声紋鑑定!!                                     | 櫻井武晴   | 辻野正人   | 13.4%  |
| 2                                                              | 5月01日 | 消えた現金輸送車！空白の2分40秒の謎!!                                    | 森下直     | 辻野正人   | 13.7%  |
| 3                                                              | 5月08日 | 科学捜査VS心理捜査！第三の犯行の秘密!!                                   | 真部千晶   | 藤岡浩二郎 | 12.2%  |
| 4                                                              | 5月15日 | 脳指紋は語る！7年前に見た殺人現場!!                                      | 岩下悠子   | 藤岡浩二郎 | 13.7%  |
| 5                                                              | 5月22日 | 7年前の白骨死体！結婚指輪が語る過去!!                                    | 櫻井武晴   | 森本浩史   | 13.3%  |
| 6                                                              | 5月29日 | 狙われたマリコ！忍び寄る爆弾魔の影!!                                     | 森下直     | 森本浩史   | 14.2%  |
| 7                                                              | 6月05日 | もう一つのDNA鑑定！誘拐犯VS警察犬                                        | 櫻井武晴   | 辻野正人   | 13.1%  |
| 8                                                              | 6月12日 | 執念の繊維鑑定！遺品に隠された母子愛!!                                   | 松本美弥子 | 辻野正人   | 17.1%  |
| 9                                                              | 6月19日 | マリコ殉職!? 葬られた弾道鑑定!! マリコ、科学者の誇りをかけた最後の鑑定!! | 櫻井武晴   | 辻野正人   | 14.0%  |
| 平均視聴率 13.9%（視聴率はビデオリサーチ調べ、関東地区・世帯） |         |                                                                          |            |            |        |

### 科捜研の女 season9（2009年）
- 放送期間：2009年7月2日 - 9月10日
- 放送回数：全10回
  - 第1話のみ、2時間枠（20:00 - 21:48）でのスペシャル版として放送。
- キャッチコピーは「真実を、闇へ降らせはしない。」。
- 同シーズンでは、話数カウントの表記に「CASE」を採用。数字表記もseason3以来のローマ数字とされており（例：「CASE I」（第1話））、翌年放送のseason10でもこのスタイルが踏襲された。

| 放送回                                                         | 放送日  | サブタイトル                                                                                     | 脚本       | 監督     | 視聴率 |
| -------------------------------------------------------------- | ------- | ------------------------------------------------------------------------------------------------ | ---------- | -------- | ------ |
| 1                                                              | 7月02日 | 20年目の殺人連鎖！なぜ私たちが狙われる 姿なき脅迫者!! 椎茸菌DNAの謎!? 最新の科学鑑定、逆転の結末 | 櫻井武晴   | 辻野正人 | 15.9%  |
| 2                                                              | 7月09日 | 欠けた指紋！飛沫血痕に隠された秘密!!                                                             | 真部千晶   | 森本浩史 | 15.5%  |
| 3                                                              | 7月16日 | 非情の鑑定結果！殺人犯になった親友                                                               | 松本美弥子 | 森本浩史 | 13.7%  |
| 4                                                              | 7月30日 | 告発された司法解剖！追いつめられた女医                                                           | 櫻井武晴   | 石川一郎 | 15.0%  |
| 5                                                              | 8月06日 | 二度狙われた少女！W誘拐に隠された謎                                                              | 李正姫     | 石川一郎 | 14.8%  |
| 6                                                              | 8月13日 | 骨董品殺人！京都〜東京、不在証明の罠                                                             | 櫻井武晴   | 辻野正人 | 11.2%  |
| 7                                                              | 8月20日 | 疑惑の被害者！四つの名前を持つ男の謎                                                             | 松本美弥子 | 辻野正人 | 15.8%  |
| 8                                                              | 8月27日 | もう一人の容疑者！呪われた映画の秘密                                                             | 岩下悠子   | 兼﨑涼介 | 12.7%  |
| 9                                                              | 9月03日 | 立て籠り事件の死角！銃を奪われた警察官                                                           | 櫻井武晴   | 森本浩史 | 16.3%  |
| 10                                                             | 9月10日 | 泣いた死体!? 目の中に残されたDNA                                                                 | 森下直     | 辻野正人 | 14.5%  |
| 平均視聴率 14.5%（視聴率はビデオリサーチ調べ、関東地区・世帯） |         |                                                                                                  |            |          |        |

### 科捜研の女 スペシャル（2010年）
- 木曜夜の2時間枠（20:00 - 21:48）にて放送。

| 放送回      | 放送日  | サブタイトル                                                                                           | 脚本     | 監督     | 視聴率 |
| ----------- | ------- | --- | -------- | -------- | ------ |
| スペシャル2 | 3月18日 | 恐怖の200メートル狙撃 疑惑の体内弾道!? 矛盾する発射タイミング!! 京都〜小豆島、逃げる女VS迫る狙撃者の謎 | 櫻井武晴 | 辻野正人 | 16.9%  |

### 科捜研の女 season10（2010年）
- 放送期間：2010年7月8日 - 9月16日
- 放送回数：全10回
  - 第1話、第10話（最終回）は2時間枠（20:00 - 21:48）でのスペシャル版として放送。
  - 7月15日は『第139回全英オープンゴルフ第1日』中継のため休止。

| 放送回                                                         | 放送日  | サブタイトル                                                                                         | 脚本                                | 監督     | 視聴率 |
| -------------------------------------------------------------- | ------- | --- | ----------------------------------- | -------- | ------ |
| 1                                                              | 7月08日 | 狙われた科捜研！ 残された指紋 容疑者にされた研究員 DNAの罠！ 仕組まれた誤認逮捕!! 接点なき二つの殺人 | 戸田山雅司                          | 辻野正人 | 16.4%  |
| 2                                                              | 7月22日 | 多すぎる殺人容疑者 口唇紋と指紋の秘密                                                                | 真部千晶                            | 森本浩史 | 13.8%  |
| 3                                                              | 7月29日 | 部分指紋の告発！京都〜若狭湾、空白の2時間30分!!                                                      | 松本美弥子                          | 森本浩史 | 11.5%  |
| 4                                                              | 8月05日 | 刑事の闇！歩行分析が暴いた殺意の謎!?                                                                 | 櫻井武晴                            | 石川一郎 | 14.0%  |
| 5                                                              | 8月12日 | 過去から来た殺人者 残されたDNAの謎                                                                   | 李正姫                              | 石川一郎 | 12.5%  |
| 6                                                              | 8月19日 | 疑惑の遺体解剖！遺された皮膚片の秘密                                                                 | 松本美弥子 プロット原案：戸田山雅司 | 兼﨑涼介 | 12.3%  |
| 7                                                              | 8月26日 | 科捜研vs絵画修復家 消された微細証拠!!                                                                | 櫻井武晴                            | 西山太郎 | 15.0%  |
| 8                                                              | 9月02日 | もうひとつの殺人！残り香を探す女の謎                                                                 | 真部千晶                            | 濱龍也   | 13.5%  |
| 9                                                              | 9月09日 | 生物学者vsマリコ！幻の花に潜む殺意!!                                                                 | 岩下悠子                            | 兼﨑涼介 | 12.5%  |
| 10                                                             | 9月16日 | 予告された連続殺人 刑務所の中からの告発 無実の人間が殺される 京都の街を殺意で結ぶ五本線の罠          | 戸田山雅司                          | 辻野正人 | 15.3%  |
| 平均視聴率 13.7%（視聴率はビデオリサーチ調べ、関東地区・世帯） |         | |                                     |          |        |

### 科捜研の女 スペシャル（2011年）
- 木曜夜の2時間枠（20:00 - 21:48）にて放送。
- 本放送は東日本大震災の直後だったため、被災地のネット局・福島放送(KFB)と東日本放送(KHB)では報道特別番組に切り替えられた。その後、KFBでは2011年10月15日の「KFBスーパーサタデー」枠（12:00 - 13:55）、KHBでは同年11月17日の「午後のワイド劇場」枠（13:00 - 15:50）にて、それぞれ初放送が実施された。

| 放送回      | 放送日  | サブタイトル                                                                               | 脚本     | 監督     | 視聴率 |
| ----------- | ------- | ------------------------------------------------------------------------------------------ | -------- | -------- | ------ |
| スペシャル3 | 3月17日 | 狙われた大型客船！ 姿なきテロリストの罠奇妙な航路、不規則な数字の謎!? 音カメラが暴く迷走路 | 櫻井武晴 | 森本浩史 | 10.8%  |

### 科捜研の女 season11（2011年 - 2012年）
- 2011年10月20日 - 2012年3月8日、全16話。
- シリーズ開始以来初となる、2クール放送のシーズンでもある。
  - 第1話のみ、2時間枠（20:00 - 21:48）でのスペシャル版として放送。
  - 第15話・第16話（最終回）は2話完結（前後編）のエピソードとして制作。
- キャッチコピーは「その時、真実が浮かび上がる。」。
- 同シーズンより、エンドロールのフォントやサイズが変更された他、セットも大幅に刷新されているが、後者については同シーズンのみの使用に留まった。
- 同シーズンの第1話にて、歴代最高視聴率タイとなる17.1%を記録（S8-8と同率）。
- 同シーズンのみ、話数カウントの表記に「ep.」を採用。最終2話については通常回とは異なり「Last ep.-I」（第15話）、「Last ep.-II」（第16話）の表記が用いられた。

| 放送回                                                         | 放送日         | サブタイトル                                                                   | 脚本       | 監督     | 視聴率 |
| -------------------------------------------------------------- | -------------- | ------------------------------------------------------------------------------ | ---------- | -------- | ------ |
| 1                                                              | 2011年10月20日 | 法務省から来た女！疑惑の検事！ 隠された銃弾の秘密!! 京都〜奈良を結ぶ冤罪の罠!? | 櫻井武晴   | 森本浩史 | 17.1%  |
| 2                                                              | 10月27日       | 山肌に残された香り！奇妙な転落死体の謎!!                                       | 丸茂周     | 石川一郎 | 10.7%  |
| 3                                                              | 11月03日       | 疑惑の騎馬警官！京都〜パリを結ぶ殺意                                           | 李正姫     | 石川一郎 | 11.8%  |
| 4                                                              | 11月10日       | 能舞台に潜む殺意！白骨の傷に隠された破門の秘密!!                               | 戸田山雅司 | 兼崎涼介 | 15.5%  |
| 5                                                              | 11月17日       | 試された絆！疑惑の狙撃者、矛盾する弾道の秘密!!                                 | 小川眞住枝 | 兼崎涼介 | 08.7%  |
| 6                                                              | 11月24日       | VS仏像修復師！偽装された傷痕、消えた凶器の秘密!!                               | 児玉頼子   | 濱龍也   | 13.4%  |
| 7                                                              | 12月01日       | 13年目の鑑定対決！科警研vs科捜研、偽造紙幣の死角                               | 櫻井武晴   | 濱龍也   | 12.9%  |
| 8                                                              | 12月08日       | 隠された発火装置！連続放火、消された指紋の秘密!!                               | 戸田山雅司 | 伊藤寿浩 | 13.3%  |
| 9                                                              | 12月15日       | 警察犬vsDNA鑑定 アリバイ崩しの誤算                                             | 櫻井武晴   | 伊藤寿浩 | 13.0%  |
| 10                                                             | 2012年01月26日 | 10年目の殺人脅迫状復讐の葬儀！暴かれた最期の罠!!                               | 松本美弥子 | 中川裕介 | 10.6%  |
| 11                                                             | 2月02日        | 連続殺人鬼、空白の10年の謎！禁じられた科学鑑定                                 | 戸田山雅司 | 石川一郎 | 11.4%  |
| 12                                                             | 2月9日         | 消えた死体！ポリグラフ検査の罠!! DNA鑑定の死角                                 | 真部千晶   | 石川一郎 | 12.6%  |
| 13                                                             | 2月16日        | 流された遺体！疑惑の音楽家、楽譜の筆跡が暴く愛憎                               | 小川眞住枝 | 濱龍也   | 10.6%  |
| 14                                                             | 2月23日        | 京都老舗殺人事件！味の鑑定…和菓子職人vs科捜研!!                                | 櫻井武晴   | 濱龍也   | 11.4%  |
| 15                                                             | 3月01日        | マリコ最後の事件へ VS過去から来た爆弾魔 海から遠い海水成分                     | 戸田山雅司 | 森本浩史 | 14.1%  |
| 16                                                             | 3月08日        | マリコ最後の鑑定！利用された誘拐事件!! 捨てられた発信機…身代金の罠!!           | 戸田山雅司 | 森本浩史 | 13.9%  |
| 平均視聴率 12.8%（視聴率はビデオリサーチ調べ、関東地区・世帯） |                |                                                                                |            |          |        |

### 科捜研の女 season12（2013年）
- 放送期間：2013年1月10日[46] - 3月14日
- 放送回数：全9回
  - 第1話のみ、2時間枠（20:00 - 21:54）でのスペシャル版として放送。
  - 第4話・第5話は2話完結（前後編）のエピソードとして制作。
  - 2月7日は『いきなり!黄金伝説。2時間スペシャル』放送のため休止。
- キャッチコピーは「必ずあなたに たどり着いてみせる」。
- 同シーズンより、10数秒程度のオープニングムービーを採用。楽曲は川井憲次作曲で同シーズン以降ほぼ毎シーズンリアレンジされる『科捜研のテーマ』のイントロ部分が使用されることが多い。
- 科捜研のセット（内装）が大幅に刷新され、season21まで使用された。
- 話数カウントの表記はピリオド抜きの「File」を採用、以降season14まで踏襲された。

| 放送回                                                         | 放送日  | サブタイトル | 脚本       | 監督     | 視聴率 |
| -------------------------------------------------------------- | ------- | --- | ---------- | -------- | ------ |
| 1                                                              | 1月10日 | 疑惑の銃撃戦！ 立てこもり事件の謎!? 矛盾する弾道、接点なき共犯者の罠！ 顔＋歩容認証が暴く真実!! エリート管理官に潜む闇… | 櫻井武晴   | 森本浩史 | 12.7%  |
| 2                                                              | 1月17日 | 枯山水殺人！作られた密室、描き直した紋様の秘密…                                                                         | 戸田山雅司 | 石川一郎 | 12.9%  |
| 3                                                              | 1月24日 | 夜祭の凶弾！疑惑のともし火、母娘に隠された罠…                                                                           | 小川眞住枝 | 石川一郎 | 12.6%  |
| 4                                                              | 1月31日 | 疑惑の白骨死体！残された押収拳銃の謎                                                                                    | 戸田山雅司 | 田﨑竜太 | 11.5%  |
| 5                                                              | 2月14日 | 殉職刑事が残した謎 血液指紋の告発…                                                                                      | 戸田山雅司 | 田﨑竜太 | 13.3%  |
| 6                                                              | 2月21日 | 謎の転落死体！不可解な落下地点!! 疑惑の花嫁、偽りの家族愛                                                               | 丸茂周     | 森本浩史 | 11.4%  |
| 7                                                              | 2月28日 | 警察犬の死角！消えたロック歌手、途切れた臭いの罠                                                                        | 田中孝治   | 森本浩史 | 12.3%  |
| 8                                                              | 3月07日 | 疑惑の女たち！奇妙な溺死体、不可思議な海水の秘密                                                                        | 真部千晶   | 石川一郎 | 12.7%  |
| 9                                                              | 3月14日 | 罠に堕ちた管理官！色彩認証が暴く殺意                                                                                    | 櫻井武晴   | 石川一郎 | 14.2%  |
| 平均視聴率 12.6%（視聴率はビデオリサーチ調べ、関東地区・世帯） |         | |            |          |        |

### 科捜研の女 season13（2013年 - 2014年）
- 放送期間：2013年10月17日 - 2014年3月13日
- 放送回数：全16回
  - 第1話・第2話、第15話・第16話（最終回）は2話完結（前後編）エピソードとして制作。
- 特番などによる休止は以下の通り。
  - 2013年12月5日：『フィギュアスケートグランプリファイナル』中継のため
  - 2014年1月30日：『いきなり!黄金伝説。3時間スペシャル』放送のため
- 同シリーズより、テレビ朝日では放送時間が2分拡大され、開始時間も19:58へと繰り上げられた。系列局においては、テレビ朝日と同時刻に開始する局と、従前までの開始時刻である20:00に飛び乗る局が混在しており、この放送形態は続くseason14でも踏襲された。
- キャッチコピーは「その眼は、真実を見逃さない。」。

| 放送回                                                         | 放送日         | サブタイトル                                                                   | 脚本                                | 監督     | 視聴率 |
| -------------------------------------------------------------- | -------------- | ------------------------------------------------------------------------------ | ----------------------------------- | -------- | ------ |
| 1                                                              | 2013年10月17日 | 殺人者からの挑戦状告発された鑑定ミス！ 鑑識課長に潜む闇…                       | 戸田山雅司                          | 森本浩史 | 12.7%  |
| 2                                                              | 10月24日       | 20年目の罠！誘拐された真犯人!! 爆死まで5秒、起爆装置の謎                       | 戸田山雅司                          | 森本浩史 | 13.7%  |
| 3                                                              | 10月31日       | 狙われた観光名所！科捜研vsサイバー犯罪疑惑の合成写真!!                         | 戸田山雅司                          | 石川一郎 | 11.9%  |
| 4                                                              | 11月07日       | 京版画殺人！破門された男vs恋人を捨てた女!! 連続殺人を結ぶ雲母の秘密！          | 李正姫                              | 石川一郎 | 13.0%  |
| 5                                                              | 11月14日       | 矛盾する鑑定！法医学vs化学!! 空白の15分 死亡時刻に潜む殺意                     | 櫻井武晴                            | 兼﨑涼介 | 11.8%  |
| 6                                                              | 11月21日       | 白骨を奪い合う女！妻vs愛人、復讐殺人の罠!! 殺された男が仕組んだ事故!?          | 松本美弥子                          | 兼﨑涼介 | 12.6%  |
| 7                                                              | 11月28日       | 過去から来たテロリスト！獄中の鑑定対決マリコvs殺人科学者                       | 戸田山雅司                          | 森本浩史 | 13.7%  |
| 8                                                              | 12月12日       | 身勝手な証言者！放火犯を擁護する男の罠 25年目の真実！壊れた石地蔵の謎          | 岩下悠子                            | 森本浩史 | 11.9%  |
| 9                                                              | 2014年01月16日 | 転落死の闇！禁じられた検証実験!! 捜査情報を絶たれたマリコ                      | 戸田山雅司                          | 濱龍也   | 13.1%  |
| 10                                                             | 1月23日        | 襲われた女医！盗まれた解剖遺体!! 奪われた二つの臓器の秘密                      | 櫻井武晴                            | 森本浩史 | 11.7%  |
| 11                                                             | 2月06日        | 殺意のバイオリン！止められた演奏、見えない証拠!! 黄砂が暴く存在証明！          | 小川眞住枝 プロット原案：戸田山雅司 | 森本浩史 | 10.5%  |
| 12                                                             | 2月13日        | フードライター殺人 残された乳酸菌の秘密 疑惑の数字、15437382が暴く殺意         | 真部千晶                            | 石川一郎 | 11.1%  |
| 13                                                             | 2月20日        | 美人すぎる仲居殺人 残された灰の謎!? 広報警官の闇！ 漏洩した捜査情報!!          | 戸田山雅司                          | 石川一郎 | 13.0%  |
| 14                                                             | 2月27日        | うどん屋爆発！矛盾する爆風、不自然な飛沫血痕!! 疑惑の自首、女店主の罠          | 李正姫                              | 濱龍也   | 12.2%  |
| 15                                                             | 3月06日        | 最終章〜偽装された火災!? 疑惑の焼死体… 乱れた弾性繊維の秘密 禁じられた遺体解剖 | 櫻井武晴                            | 田﨑竜太 | 11.4%  |
| 16                                                             | 3月13日        | 逆転の新事実！火災+転落死、偽装工作の罠!! ポリグラフ検査が負ける時…            | 櫻井武晴                            | 田﨑竜太 | 14.0%  |
| 平均視聴率 12.3%（視聴率はビデオリサーチ調べ、関東地区・世帯） |                |                                                                                |                                     |          |        |

### 科捜研の女 スペシャル（2013年）
- 水曜夜の2時間枠（21:00 - 23:15）にて放送。木曜以外での放送は番組史上初となる。

| 放送回                               | 放送日   | サブタイトル | 脚本     | 監督     | 視聴率 |
| ------------------------------------ | -------- | --- | -------- | -------- | ------ |
| クリスマススペシャル （スペシャル4） | 12月25日 | 疑惑の観光タクシー…予告された転落事故！ 奇妙なタイヤ痕、飛沫血痕の罠!! 冤罪を生んだ鑑定ミス!? 父親に尋問されるマリコ！辞職を要求する元管理官！ | 櫻井武晴 | 田﨑竜太 | 15.6%  |

### 科捜研の女 season14（2014年）
- 放送期間：2014年10月16日[51] - 12月11日
- 放送回数：全9回
  - 第1話・第2話、第8話・第9話（最終回）は2話完結（前後編）のエピソードとして制作。
- キャッチコピーは「科学の先にある、真実の光と影。」。

| 放送回                                                         | 放送日   | サブタイトル/ラテ欄                                                          | 脚本       | 監督     | 視聴率 |
| -------------------------------------------------------------- | -------- | ---------------------------------------------------------------------------- | ---------- | -------- | ------ |
| 1                                                              | 10月16日 | カリスマ奪還計画/ 死の爆風がマリコを襲う！廃墟の銃撃計画の裏を暴け!!         | 戸田山雅司 | 田﨑竜太 | 14.4%  |
| 2                                                              | 10月23日 | 惨劇の法廷/ 仕込まれた大量爆弾鑑定の謎！惨劇の法廷怒涛の完結編               | 戸田山雅司 | 田﨑竜太 | 12.7%  |
| 3                                                              | 10月30日 | 祇園日本髪殺人事件/ 毛髪鑑定を拒否する舞妓妻！ブラウス姿に日本髪の女の謎!!   | 真部千晶   | 石川一郎 | 12.3%  |
| 4                                                              | 11月06日 | 殺人ゴミ屋敷/ ゴミ屋敷殺人事件！多過ぎる証拠品〜執念の科学鑑定の果てに       | 李正姫     | 石川一郎 | 14.7%  |
| 5                                                              | 11月13日 | 国会議員と警察犬/ 科学鑑定vs警察犬！殺害現場に国会議員の靴跡〜冤罪の罠!?     | 櫻井武晴   | 森本浩史 | 12.1%  |
| 6                                                              | 11月20日 | 天才科学者に挑戦/ 欲望の殺人実験室！リケジョと裏金の陰謀鑑定不能の粉末血液   | 戸田山雅司 | 森本浩史 | 12.5%  |
| 7                                                              | 11月27日 | 失われた一週間/ 間違った結婚の果てに…脳指紋検査が暴く記憶喪失男の謎！        | 岩下悠子   | 森本浩史 | 10.5%  |
| 8                                                              | 12月04日 | 疑惑の解剖ドクター/ 最終章〜古都を襲った無差別テロ！解剖医による疑惑の鑑定!! | 櫻井武晴   | 田﨑竜太 | 13.5%  |
| 9                                                              | 12月11日 | 白昼の殺人雨/ 白昼の殺人雨！模倣犯による最悪の集団死マリコ路上に死す!?       | 櫻井武晴   | 田﨑竜太 | 12.2%  |
| 平均視聴率 12.8%（視聴率はビデオリサーチ調べ、関東地区・世帯） |          |                                                                              |            |          |        |

### 科捜研の女 スペシャル（2014年 - 2015年）
- いずれも「日曜エンタ・ドラマスペシャル科捜研の女」として放送（21:00 - 23:10）。直前の20:58 - 21:00には「今夜のドラマスペシャル」も別途放送された。

| 放送回                         | 放送日         | サブタイトル | 脚本       | 監督     | 視聴率 |
| ------------------------------ | -------------- | --- | ---------- | -------- | ------ |
| 年末スペシャル （スペシャル5） | 2014年12月21日 | 白骨死体は30年前に夜逃げした親友!? 涙と執念のDNA型鑑定！東京〜大阪1100キロの大捜査！ 繁華街の大爆破 迫る女探偵の罠〜マリコの過去が明白に!! | 櫻井武晴   | 兼﨑涼介 | 14.8%  |
| 新春スペシャル （スペシャル6） | 2015年1月18日  | 科学捜査vs祟りの村恐竜の化石発掘現場から出現した白骨死体！ 京都〜日本海を結ぶ奇妙な手紙！わらべ唄通りに連続殺人が!! 鑑定が告げる壮絶な真実 | 戸田山雅司 | 森本浩史 | 12.7%  |

### 科捜研の女 season15（2015年 - 2016年）
- 放送期間：2015年10月15日 - 2016年3月10日
- 放送回数：全15回
  - 第1話のみ、2時間枠（20:00 - 21:54）でのスペシャル版として放送。
  - 第8話は放送時間を6分拡大（20:00 - 21:00）の上、直後の時間帯にて放送される『木曜ドラマ・スペシャリスト』とのコラボレーション回として放送された（同番組との接続はステブレレス）。また、翌1月21日放送分からは、番組終了後にマリコと『スペシャリスト』の主人公・宅間善人（草彅剛）が共演したクロスプログラムも放送されるようになった（2月11日放送分を除く）。
- 第14話・第15話（最終回）は2話完結（前後編）のエピソードとして制作。
- 特番などによる放送休止は以下の通り。
  - 2015年11月5日：『世界プレミア12強化試合・日本×プエルトリコ』（19:04 - 20:54）放送のため
  - 2016年2月11日：『徹子の部屋 祝40周年 最強夢トークスペシャル』（19:00 - 20:54）放送のため[56]
- キャッチコピーは「「科学」の力で「鑑定」をつなぎ合わせるー浮かび上がる「こころ」」。
- 同シーズンより、再度全局一律で放送時間を54分へと変更。開始時間も20:00へと繰り下げられた。
- 話数カウントの表記は、season8以来となる「File.」を採用。以降season23まで踏襲された。

| 放送回                                                         | 放送日         | サブタイトル/ラテ欄                                                                                      | 脚本       | 演出     | 視聴率 |
| -------------------------------------------------------------- | -------------- | --- | ---------- | -------- | ------ |
| 1                                                              | 2015年10月15日 | 煉瓦の家/ マリコVS死神と呼ばれた女刑事！ 鑑定の盲点を突いた肌色の銃弾!! 刑事の命を奪う危険なお守りの謎!? | 戸田山雅司 | 田﨑竜太 | 13.5%  |
| 2                                                              | 10月22日       | 見えすぎた女/ オーロラに殺された女!? 科学が暴く透明な壁画の謎！                                          | 岩下悠子   | 森本浩史 | 10.8%  |
| 3                                                              | 10月29日       | 死神の正義/ 顔も見ずに顔認証!? 寝不足のクマが暴いた女刑事の嘘                                            | 櫻井武晴   | 森本浩史 | 09.8%  |
| 4                                                              | 11月12日       | イケメン書道家殺人事件/ 美しき書道家殺人！筆跡鑑定の盲点をつくプリンの謎                                 | 真部千晶   | 兼﨑涼介 | 11.2%  |
| 5                                                              | 11月19日       | 致死率100%の密室/ 致死率100%の密室…閉じ込められたマリコの殺人鑑定                                        | 戸田山雅司 | 兼﨑涼介 | 09.6%  |
| 6                                                              | 11月26日       | 連作きもの殺人事件/ 必殺シミ抜き名人の裏技鑑定！自在に色が変わる高級着物の謎                             | 松本美弥子 | 田﨑竜太 | 12.0%  |
| 7                                                              | 12月03日       | どっきり殺人レシピ/ 美食家殺人!! ゴーヤの5倍苦い毒殺レシピの味覚鑑定                                     | 小山睦子   | 田﨑竜太 | 10.4%  |
| 8                                                              | 2016年01月14日 | スペシャリストたち/ スペシャリスト緊急参戦！完全犯罪を暴く生きた人間の検死!?                             | 戸田山雅司 | 森本浩史 | 12.0%  |
| 9                                                              | 1月21日        | ニセ妊婦殺人事件/ 妊娠を偽装した女!? 足跡痕が暴く1000万円強盗殺人!!                                      | 瀧川晃代   | 森本浩史 | 09.2%  |
| 10                                                             | 1月28日        | 悪の枝/ 京都-富士山〜ストーカーは2度死ぬ!? 必ず枯らす植木鉢の謎                                          | 岩下悠子   | 田﨑竜太 | 11.2%  |
| 11                                                             | 2月04日        | 終活ミステリーツアー/ 800の指紋を持つ女〜死者がネックレスを買い歩く!?                                    | 李正姫     | 田﨑竜太 | 11.5%  |
| 12                                                             | 2月18日        | 殺しのナンバー/ 京都〜富士山400キロ地底大捜索！順不同な殺人予告カードの謎                                | 戸田山雅司 | 小川岳志 | 10.6%  |
| 13                                                             | 2月25日        | 耳撃者/ 音で暴く美人作家のダイイングメッセージ〜時計が遅れる密室                                         | 吉本昌弘   | 匂坂力祥 | 10.0%  |
| 14                                                             | 3月03日        | 絶対に捕まらない男/ 最終章！塀の中からアリバイ工作!? 内出血が暴く偽装自殺の謎                            | 櫻井武晴   | 森本浩史 | 10.4%  |
| 15                                                             | 3月10日        | 絶対に捕まえる女/ マリコ最後の鑑定！完全犯罪を暴く衝撃のDNA奪取                                          | 櫻井武晴   | 森本浩史 | 12.6%  |
| 平均視聴率 11.0%（視聴率はビデオリサーチ調べ、関東地区・世帯） |                | |            |          |        |

### 科捜研の女 スペシャル（2016年）
- 正月放送のスペシャル第7弾は、日曜夜の2時間枠（21:00 - 23:10）にて放送[58]。第8弾となる春スペシャルは「日曜エンタ」枠内で放送。

| 放送回                         | 放送日  | サブタイトル | 脚本     | 監督     | 視聴率 |
| ------------------------------ | ------- | --- | -------- | -------- | ------ |
| 正月スペシャル （スペシャル7） | 1月03日 | 国際空港大パニック〜関空発・死を呼ぶ危険ドラッグが京都を襲う！ 防犯カメラに写らない女VS最新3D鑑定！ 追跡を阻む山荘爆破の罠…絶体絶命のマリコをハチの大群が救う!? | 櫻井武晴 | 濱龍也   | 13.6%  |
| 春スペシャル (スペシャル8)     | 4月17日 | マリコvs最強の知能犯!詐欺・殺人・誘拐 京都～四国400キロ ヘリ大捜査!!ランドセルに1億の金塊、舞妓の頭上に降る死体…完全犯罪を科学が明かす!!                        | 真部千晶 | 兼﨑涼介 | 9.9%   |

### 科捜研の女 season16（2016年 - 2017年）
- 放送期間：2016年10月20日[61] - 2017年3月9日
- 放送回数：全17回
  - 第1話・第2話、第7話・第8話は2話完結（前後編）エピソードとして制作。
- 第2話は当初2016年10月27日に放送予定であったが、当日開催された『SMBC日本シリーズ2016第5戦・北海道日本ハム×広島』中継（18:03 - 21:50）のため1週順延とされた。
- キャッチコピーは「科学が解き明かす真実 勇気が導き出す真相。」。

| 放送回                                                                        | 放送日         | サブタイトル/ラテ欄                                                            | 脚本       | 演出     | 視聴率 |
| ----------------------------------------------------------------------------- | -------------- | ------------------------------------------------------------------------------ | ---------- | -------- | ------ |
| 1                                                                             | 2016年10月20日 | 仮面の男/ 美女誘拐！覆面犯を透視する0.2秒の微表情解析！                        | 戸田山雅司 | 森本浩史 | 11.6%  |
| 2                                                                             | 11月03日       | 顔のない男/ 新幹線急加速…決死の人質救出作戦!!空飛ぶ巫女の謎                    | 戸田山雅司 | 森本浩史 | 11.5%  |
| 3                                                                             | 11月10日       | 夫婦愛修復ミステリー/ 夫婦問題カウンセラー殺人！死体が破いた離婚届の謎         | 李正姫     | 田﨑竜太 | 11.6%  |
| 4                                                                             | 11月17日       | 猫の時間/ 決死のヤミ鍋鑑定！誕生日に殺された美女の謎                           | 櫻井武晴   | 田﨑竜太 | 10.7%  |
| 5                                                                             | 11月24日       | 掃除の達人/ 殺人現場を消す女！掃除の達人vsマリコの大根おろし                   | 真部千晶   | 兼﨑涼介 | 13.7%  |
| 6                                                                             | 12月01日       | 咲かない菊の謎/ 京都職人技殺人！血が付かない和傘vs電気仕掛けの女               | 松本美弥子 | 兼﨑涼介 | 12.4%  |
| 7                                                                             | 12月08日       | 爆弾配達人/ マリコvs爆弾配達人〜“八ッ橋”が暴いた暗号文の謎                     | 戸田山雅司 | 濱龍也   | 12.4%  |
| 8                                                                             | 12月15日       | 最後のターゲット/ 科捜研vs連続爆破犯…衝撃のクライマックス！                    | 戸田山雅司 | 濱龍也   | 11.9%  |
| 9                                                                             | 2017年01月12日 | 解剖を拒む女/ マリコvs疑惑の女医！重い持病を持つ男性が神社の階段から転落死の謎 | 櫻井武晴   | 森本浩史 | 11.7%  |
| 10                                                                            | 1月19日        | 偽りの鏡/ 嘘に殺された美女！脳科学が暴く人気モデルの裏の顔                     | 岩下悠子   | 小川岳志 | 11.1%  |
| 11                                                                            | 1月26日        | おもてなし殺人!?/ グルメ格付け殺人！死を呼ぶ裏メニューで人間発火!?             | 真部千晶   | 森本浩史 | 10.6%  |
| 12                                                                            | 2月02日        | 京都花街殺人事件/ マリコVS京都花街の女！舞妓の仮装行列を透視鑑定!?             | 戸田山雅司 | 濱龍也   | 11.6%  |
| 13                                                                            | 2月09日        | 似顔絵の女/ マリコVS似顔絵捜査官！顔が上下逆になる殺人犯の謎                   | 瀧川晃代   | 濱龍也   | 12.1%  |
| 14                                                                            | 2月16日        | 空海の密室!?/ マリコVS超常現象を呼ぶ女!? 空飛ぶタイヤと密室の謎                | 岩下悠子   | 匂坂力祥 | 10.9%  |
| 15                                                                            | 2月23日        | 七枚の迷宮/ 雪山カップルを狙う銃弾！5℃以下で白く光る美女!?                     | 戸田山雅司 | 西片友樹 | 10.9%  |
| 16                                                                            | 3月02日        | 地獄のバスツアー/ マリコVSバスジャック犯!! 100均グッズで決死の鑑定             | 李正姫     | 森本浩史 | 11.3%  |
| 17                                                                            | 3月09日        | 完璧防犯システムの家/ 最終鑑定…完全密室の罠に落ちたマリコ!! 衝撃ラスト         | 真部千晶   | 森本浩史 | 12.2%  |
| 平均視聴率 11.7% （視聴率はビデオリサーチ調べ、関東地区・世帯・リアルタイム） |                |                                                                                |            |          |        |

### 科捜研の女 スペシャル（2017年）
- いずれも2時間枠のスペシャル版として放送。
- 2017年正月スペシャル（スペシャル第9弾）は、シリーズ初となる火曜夜での放送となった（21:00 - 23:10）。
- スペシャル第10弾は日曜夜にて放送（21:00 - 22:54）[63]。

| 放送回                         | 放送日       | サブタイトル | 脚本     | 監督     | 視聴率 |
| ------------------------------ | ------------ | --- | -------- | -------- | ------ |
| 正月スペシャル （スペシャル9） | 2017年1月3日 | 24年前の未解決事件が、再び動き出す！ 赤ちゃん誘拐発生！手口は24年前の事件と同じで… 被害者はその時の容疑者だった!? 時を超えた事件を最新科学捜査で追う2時間SP | 櫻井武晴 | 田﨑竜太 | 11.2%  |
| スペシャル10                   | 10月15日     | 決死の大追跡！猛毒を運ぶ逃亡犯VS最新鋭ドローン!! 土門を襲う暴走列車…マリコ、涙の検視！衝撃ラスト                                                            | 櫻井武晴 | 兼﨑涼介 | 10.5%  |

### 科捜研の女 season17（2017年 - 2018年）
- 放送期間：2017年10月19日[65] - 2018年3月22日
- 放送回数：全18回
  - 第9話のみ2分拡大（20:00 - 20:56）。
  - 最終回のみ、2時間枠（20:00 - 21:48）でのスペシャル版として放送。
  - 2017年12月7日は『フィギュアスケートグランプリファイナル2017 男子ショート』中継のため休止。
- キャッチコピーは「科学と正義は、進化する。」。
- 同シーズンの2018年3月14日放送分（第17話）にて、通算放送回数200回を達成[66]し、同話数はこれを記念したスペシャル版として制作・放送された[67]。同話数にて記録した視聴率15.1%[3]は、同シーズン中での最高視聴率であると同時に、season11以来の15%超えともなった[68]。

| 放送回                                                                       | 放送日         | サブタイトル/ラテ欄                                                                                                   | 脚本       | 監督     | 視聴率 |
| ---------------------------------------------------------------------------- | -------------- | --- | ---------- | -------- | ------ |
| 1                                                                            | 2017年10月19日 | グルメサイト殺人/ 衝撃スタート！緊縛マリコVS新人研究員の凍死実験!?                                                    | 櫻井武晴   | 森本浩史 | 12.3%  |
| 2                                                                            | 10月26日       | 刺繍する女/ マリコVS刺繍名人！変色する刺繍糸の殺人トリック!?                                                          | 真部千晶   | 森本浩史 | 11.0%  |
| 3                                                                            | 11月02日       | 折り鶴が見た殺人/ マリコの上空200キロ探査！殺人犯が飛ばした折鶴の謎                                                   | 岩下悠子   | 田﨑竜太 | 10.0%  |
| 4                                                                            | 11月09日       | 殺人交響曲/ マリコの殺人コンサート!? 火を放つ指揮棒と小麦の謎                                                         | 李正姫     | 田﨑竜太 | 12.3%  |
| 5                                                                            | 11月16日       | 寄生する女/ マリコVS美人科学者 抱きつくと死ぬ男達と内出血の謎                                                         | 戸田山雅司 | 濱龍也   | 11.5%  |
| 6                                                                            | 11月23日       | マリコの民泊/ 京都民泊おもてなし殺人!? マリコのお泊りグッズ鑑定                                                       | 松本美弥子 | 濱龍也   | 13.1%  |
| 7                                                                            | 11月30日       | 自転車泥棒/ マリコVS現場保存のできない美人警察官!? 衝撃ラスト                                                         | 櫻井武晴   | 匂坂力祥 | 12.2%  |
| 8                                                                            | 12月14日       | 嘘つきな容疑者/ 私は誰!? 記憶喪失の殺人犯VSマリコの最新脳指紋鑑定                                                     | 櫻井武晴   | 兼﨑涼介 | 12.8%  |
| 9                                                                            | 2018年01月18日 | 晴れ着と銃弾/ 姿なき狙撃犯VS監禁されたマリコ！脱いだ晴れ着で銃弾鑑定!?                                                | 戸田山雅司 | 田﨑竜太 | 10.6%  |
| 10                                                                           | 1月25日        | メイクの達人/ マリコVSメイク達人 白玉粉が暴く変身美女のウラの顔                                                       | 瀧川晃代   | 兼崎涼介 | 12.9%  |
| 11                                                                           | 2月01日        | カップ一杯の殺人/ 週刊誌スキャンダル殺人！脅迫文の筆跡とバナナの謎                                                    | 真部千晶   | 田﨑竜太 | 12.3%  |
| 12                                                                           | 2月08日        | あるドクターの死/ マリコVS疑惑の検査技師!? 消えた心臓と空飛ぶ注射針                                                   | 櫻井武晴   | 森本浩史 | 12.9%  |
| 13                                                                           | 2月15日        | 一番大きなバラ/ 宇宙から来た凶器!? 巨大なバラと回転する遺体の謎!!                                                     | 岩下悠子   | 森本浩史 | 12.4%  |
| 14                                                                           | 2月22日        | 御法度殺人/ 幕末から来た殺人犯 マリコVSダンダラ模様の羽織の謎                                                         | 戸田山雅司 | 小川岳志 | 10.9%  |
| 15                                                                           | 3月01日        | 見当たり捜査の鬼/ マリコVS顔面記憶男 逃亡犯500人を暴く謎のラーメン                                                    | 岩下悠子   | 西片友樹 | 14.4%  |
| 16                                                                           | 3月08日        | パパのタコ/ 海から来た殺人者!? マリコVS謎の海洋生物 決死の解剖                                                        | 下 亜友美  | 森本浩史 | 13.6%  |
| 17                                                                           | 3月15日        | 200の鑑定/ 200回スペシャル！科捜研、解散の危機!? 衝撃ラスト                                                           | 櫻井武晴   | 森本浩史 | 15.1%  |
| 18                                                                           | 3月22日        | 取調室の怪人/ 最後の鑑定 マリコVS未来が見える暗殺者!? 土門を狙う謎の銃弾!! 殉職!? 最新鋭セキュリティの盲点…衝撃ラスト | 戸田山雅司 | 兼崎涼介 | 15.0%  |
| 平均視聴率 12.7%（視聴率はビデオリサーチ調べ、関東地区・世帯・リアルタイム） |                | |            |          |        |

### 科捜研の女 スペシャル（2018年）
- 『日曜プライム』枠（21:00 - 23:05）にて放送。
- 同スペシャルでは、season4を最後に長らく登場の機会のなかった武藤要が、VTRという形で登場。演者の内藤は土門も含めて一人二役での出演となった。

| 放送回       | 放送日   | サブタイトル | 脚本       | 監督     | 視聴率 |
| ------------ | -------- | --- | ---------- | -------- | ------ |
| スペシャル11 | 10月14日 | マリコVS謎の誘拐犯…身代金は五重の塔!? 人質殺害まで24時間、決死の救出作戦！ 完全密室の盲点を透視するレーザーと海ブドウ | 戸田山雅司 | 森本浩史 | 9.7%   |

- 視聴率はビデオリサーチ調べ、関東地区・世帯・リアルタイム。

### 科捜研の女 season18（2018年）
- 放送期間：2018年10月18日 - 12月13日
- 放送回数：全8回
  - 2018年11月1日は『プロ野球SMBC日本シリーズ2018第5戦・ソフトバンク×広島』中継（18:34 - 21:54）のため休止。
- キャッチコピーは「私は真実が知りたい 科学の進化が試される」。

| 放送回                                                                       | 放送日   | サブタイトル/ラテ欄                                                   | 脚本       | 監督     | 視聴率 |
| ---------------------------------------------------------------------------- | -------- | --------------------------------------------------------------------- | ---------- | -------- | ------ |
| 1                                                                            | 10月18日 | 殺人音楽隊/ マリコVS殺人音楽隊 音程を外すと死を招くメロディ!?         | 櫻井武晴   | 田﨑竜太 | 13.4%  |
| 2                                                                            | 10月25日 | 妻たちの殺人計画/ 家事の裏ワザで完全犯罪!? マリコVS妻たちの殺人計画   | 李正姫     | 田﨑竜太 | 11.2%  |
| 3                                                                            | 11月08日 | 土門刑事の女/ マリコが嫉妬!? 美人容疑者の"1000倍吸水トリック"         | 戸田山雅司 | 濱龍也   | 13.5%  |
| 4                                                                            | 11月15日 | 着ぐるみを殺した声/ 殺された着ぐるみ!? マリコVSパワハラ美女の絶叫鑑定 | 真部千晶   | 濱龍也   | 11.5%  |
| 5                                                                            | 11月22日 | フリマアプリの達人/ 凶器をフリマアプリで売る女!? マリコ決死の爆買い!! | 松本美弥子 | 兼崎涼介 | 11.5%  |
| 6                                                                            | 11月29日 | 渡り蝶の秘密/ 飛行距離1200キロ!? 蝶が見た逃亡犯VS虫取り名人マリコ     | 岩下悠子   | 兼崎涼介 | 11.9%  |
| 7                                                                            | 12月06日 | 自給自足の達人/ 山ごもり美女の殺人ブログ!? セレブを襲う銃弾と人参     | 瀧川晃代   | 西片友樹 | 12.1%  |
| 8                                                                            | 12月13日 | 悩める解剖医/ 土門東京へ…マリコ最終鑑定!! 夫の解剖を拒否する妻        | 李正姫     | 西片友樹 | 14.7%  |
| 平均視聴率 12.5%（視聴率はビデオリサーチ調べ、関東地区・世帯・リアルタイム） |          |                                                                       |            |          |        |

### 科捜研の女 スペシャル（2019年）
- 『テレビ朝日開局60周年記念』と銘打ち、2時間枠（木曜21:00 - 23:10）にて放送された。
- 同スペシャルでは、同月より木曜ミステリー枠にて放送される刑事ドラマ『刑事ゼロ』より、主人公の時矢暦彦（沢村一樹）がゲスト出演している[72]。
- 当初の予定では、（一部地域のみ）直前の時間帯にて放送された『アナと雪の女王』とのステブレレスで、20:58 - 21:00に『このあと科捜研の女 正月スペシャル』を別途放送する予定であったが、当日18:10に発生した熊本県和水町震度6弱の地震情報を放送するため休止とされた。
- 放送終了後、重大発表として主演の沢口から「本番組の20周年記念」、そして「テレビ朝日開局60周年記念」の二つの節目を記念し、同年4月より新シリーズ（season19）の通年での放送決定が発表された。テレビ朝日のプライム帯のドラマとしては、1998年11月 - 1999年9月に放送された『暴れん坊将軍』以来、実に20年ぶりの通年放送であり[73]、同時に木曜20時台にて放送されるドラマで通年放送となるのは、同時間帯が木曜時代劇であった頃の『遠山の金さん』（1982年 - 1985年、高橋英樹主演版第1シリーズ）以来、実に34年ぶりとなる。

| 放送回                        | 放送日       | サブタイトル                                                                                     | 脚本     | 監督     | 視聴率 |
| ----------------------------- | ------------ | ------------------------------------------------------------------------------------------------ | -------- | -------- | ------ |
| 正月スペシャル (スペシャル12) | 2019年1月3日 | 土門、最後の事件へ…マリコVS連続爆弾犯 予測不能の起爆装置とマイナス10℃の殺意！ 衝撃クライマックス | 櫻井武晴 | 森本浩史 | 11.4%  |

### 科捜研の女 season19（2019年 - 2020年）
- 放送期間：2019年4月18日 - 2020年3月19日
- 放送回数：全34回
  - 第6話のみ放送時間を6分拡大（20:00 - 21:00）。直後の時間帯にて放送される『5夜連続ドラマスペシャル 山崎豊子「白い巨塔」』第2話にステブレレスで接続という形とされた。
  - 第7話・第8話、第17話・第18話、第23話・第24話は、いずれも2話完結（前後編）のエピソードとして制作。
  - 最終話のみ、2時間枠（20:00 - 21:48）でのスペシャル版として放送。
- 2024年現在、唯一となる通年放送のシーズンである。
- キャッチコピーは「あなたはまだ、榊マリコを知らない——。」[74][75]
- 同シーズンでは、年間を通して過去の科捜研在籍者が再登場するエピソードも度々制作された（第3話の相馬涼、第25話の吉崎泰乃、第34話(最終話)の榊伊知郎など）。

| 放送回                                                         | 放送日         | サブタイトル/ラテ欄                                                                                         | 脚本       | 監督     | 視聴率 |
| -------------------------------------------------------------- | -------------- | --- | ---------- | -------- | ------ |
| 1                                                              | 2019年04月18日 | 科捜研の女VS科警研の女/ マリコVS科警研の女 1年続く鑑定バトル                                                | 櫻井武晴   | 森本浩史 | 13.7%  |
| 2                                                              | 4月25日        | 天才画家Xの計画/ 時価2億!? イタズラ壁画殺人!! 科学が暴く画家の正体                                          | 李正姫     | 森本浩史 | 12.3%  |
| 3                                                              | 5月02日        | カナダから来た男/ マリコVSカナダから飛んできた銃弾!? 目撃者はカモメ                                         | 櫻井武晴   | 田﨑竜太 | 14.1%  |
| 4                                                              | 5月09日        | 8億円の猫/ マリコVS8億円ネコ 肉球鑑定が暴く緑色の汗の殺人犯                                                 | 森山あけみ | 西片友樹 | 13.5%  |
| 5                                                              | 5月16日        | 半世紀前から来た客/ 京都スイーツツアー 突然発火する旅行者とおからの謎                                       | 岩下悠子   | 田﨑竜太 | 09.6%  |
| 6                                                              | 5月23日        | 愛される悪魔/ 夫4人連続不審死!? 魔性の妻を暴くマリコのクシャミ                                              | 櫻井武晴   | 西片友樹 | 12.2%  |
| 7                                                              | 5月30日        | 消えたパンダの謎/ 逃亡犯がリゾートに潜伏!? マリコとパンダの合同捜査                                         | 戸田山雅司 | 兼崎涼介 | 12.4%  |
| 8                                                              | 6月06日        | パンダの中の真実/ マリコの相棒に殺人容疑!? 神出鬼没の爆弾ドローン                                           | 戸田山雅司 | 兼崎涼介 | 12.1%  |
| 9                                                              | 7月11日        | 京都爆弾観光ツアー/ マリコの爆弾大捜索…犯人が観光案内するアプリの謎                                         | 戸田山雅司 | 森本浩史 | 12.1%  |
| 10                                                             | 7月18日        | マリコ寿司を握る/ 天才寿司職人殺人!? マリコでも作れる極上にぎりの謎                                         | 真部千晶   | 児玉宜久 | 10.2%  |
| 11                                                             | 8月01日        | 殺人遊覧船ツアー/ マリコ激流下り殺人鑑定!! 頭にコンセントがある男!?                                         | 櫻井武晴   | 児玉宜久 | 11.5%  |
| 12                                                             | 8月08日        | 赤い宝石/ 凶器は花束!? マリコVS体内で宝石を作れる殺人犯の謎                                                 | 岩下悠子   | 森本浩史 | 10.4%  |
| 13                                                             | 8月15日        | お茶の達人/ マリコVSお茶の達人 究極のブレンドを作る殺人犯の謎                                               | 松本美弥子 | 西片友樹 | 09.8%  |
| 14                                                             | 8月22日        | 予約された死/ 被害者が殺人を生前予約!? マリコVS証拠を火葬する女                                             | 下亜友美   | 西片友樹 | 10.8%  |
| 15                                                             | 8月29日        | 女神のぬか漬け/ 何でもぬか漬けする殺人犯!? マリコの激旨ナス鑑定!!                                           | 岡崎由紀子 | 田﨑竜太 | 11.0%  |
| 16                                                             | 9月05日        | 風丘早月のメッセージ/ 衝撃ラスト!! 凶弾に撃たれた風丘先生…骨が暴く真実                                      | 戸田山雅司 | 田﨑竜太 | 11.5%  |
| 17                                                             | 10月17日       | 妻と愛人の事件簿/ マリコの自宅に爆弾犯が居候!? 水漏れする偽夫婦の謎                                         | 櫻井武晴   | 田﨑竜太 | 12.4%  |
| 18                                                             | 10月24日       | 人質志望の女/ 人質マリコ救出作戦〜銃撃戦に携帯ゲーム機で応戦!?〜                                            | 櫻井武晴   | 田﨑竜太 | 13.0%  |
| 19                                                             | 11月07日       | 刑事部長の憂鬱/ マリコの部下は刑事部長!? 殺人現場を再現する謎の芋                                           | 戸田山雅司 | 濱龍也   | 12.4%  |
| 20                                                             | 11月14日       | 納豆菌の女VS乳酸菌の女/ マリコVS菌活の女!? 空飛ぶ納豆とパン工房殺人の謎!!                                   | 山上梨香   | 濱龍也   | 10.7%  |
| 21                                                             | 11月21日       | ドクターKの失敗/ ぬいぐるみは見た!? 鉄道模型を魔改造する殺人犯の謎                                          | 真部千晶   | 兼崎涼介 | 11.9%  |
| 22                                                             | 11月28日       | ミステリーの達人/ マリコVS推理作家!? 殺人犯が集うサイン会と葛餅の謎                                         | 岩下悠子   | 兼崎涼介 | 11.6%  |
| 23                                                             | 12月05日       | 土門刑事の妻/ さらば、土門刑事!! マリコVS1999年から来た殺人犯                                               | 戸田山雅司 | 森本浩史 | 12.2%  |
| 24                                                             | 12月12日       | 土門刑事の選択/ 土門最後の事件!! マリコVS致死率100%のウイルス                                               | 戸田山雅司 | 森本浩史 | 11.2%  |
| 25                                                             | 12月19日       | シャンハイ捜査線/ 京都〜上海ラーメンバトル殺人!! 20億円寸胴鍋の謎                                           | 櫻井武晴   | 田﨑竜太 | 12.6%  |
| 26                                                             | 2020年01月16日 | 待ち人、来る/ 初詣おみくじ殺人!? マリコVS裏の顔を持つ美人巫女!!                                             | 戸田山雅司 | 田﨑竜太 | 10.1%  |
| 27                                                             | 1月23日        | マリコの動画チャンネル/ No.1フレンチ殺人!! マリコの仰天料理が暴く店の裏側                                   | 李正姫     | 宗野賢一 | 11.0%  |
| 28                                                             | 1月30日        | 筋肉は嘘をつかない/ マリコVSダイエット達人!! ㊙︎10キロ減量法が暴く殺人犯                                     | 遠山絵梨香 | 柏木宏紀 | 10.1%  |
| 29                                                             | 2月06日        | 銭湯アイドルの秘密/ マリコ銭湯アイドル徹底解剖!! 白骨を贈る熱烈ファン                                       | 真部千晶   | 森本浩史 | 11.4%  |
| 30                                                             | 2月13日        | 100円の殺人!?/ 節約名人の殺人計画〜45円ステーキが暴く死体消失!?                                             | 瀧川晃代   | 森本浩史 | 11.1%  |
| 31                                                             | 2月20日        | ピンク色の鑑定/ マリコVS色の魔術師 10円でピンクに変わる犯行声明!?                                           | 岩下悠子   | 濱龍也   | 10.8%  |
| 32                                                             | 2月27日        | マリコのネイルサロン/ マリコVS赤い指の女〜脅迫したら変色するネイルの謎                                      | 森山あけみ | 濱龍也   | 11.1%  |
| 33                                                             | 3月12日        | ニューヨークから来た悪魔/ マリコVS後妻業の女再び!! 50億円テリヤキ帝国の殺人                                 | 櫻井武晴   | 森本浩史 | 11.7%  |
| 34                                                             | 3月19日        | 20年目の榊マリコ/ マリコ最後の鑑定！ 再会の父と最新科学で暴く20年前の密室殺人… シリーズ最大の謎が明らかに!! | 戸田山雅司 | 西片友樹 | 12.5%  |
| 平均視聴率 11.6%（視聴率はビデオリサーチ調べ、関東地区・世帯） |                | |            |          |        |

### 科捜研の女 season20（2020年）
- 放送期間：2020年10月22日 - 12月17日
- 放送回数：全9回
  - 最終話のみ、2時間枠（20:00 - 21:48）でのスペシャル版として放送。
- キャッチコピーは「科学の進化は止まらない。さあ、希望の未来へ。」。
- 制作当時に世界的な流行を見せていた、新型コロナウイルス対策のため、本シリーズでも撮影時にはマリコがフェイスシールドをしたり、ソーシャルディスタンスを保ったり、手を消毒用アルコールで消毒するといったシーンが盛り込まれた[78]。
- 同シーズン終了後にはシリーズ初となる劇場版の制作も決定・発表され、翌2021年9月3日に公開された[79]。

| 放送回                                                         | 放送日   | サブタイトル/ラテ欄                                                                                        | 脚本       | 監督     | 視聴率 |
| -------------------------------------------------------------- | -------- | --- | ---------- | -------- | ------ |
| 1                                                              | 10月22日 | 榊マリコになれなかった女/ マリコに殺意20年!? 謎の逆恨み女と空飛ぶ女子高生!!                                | 櫻井武晴   | 田﨑竜太 | 10.7%  |
| 2                                                              | 10月29日 | マリコのハロウィーン大作戦/ ハロウィーン殺人!! マリコ土門のコスプレ潜入捜査!?                              | 李正姫     | 西片友樹 | 11.1%  |
| 3                                                              | 11月05日 | 世界一辛い殺人/ 殺人犯は激辛好き!? タバスコの1000倍辛いインコの謎                                          | 松本美弥子 | 田﨑竜太 | 10.9%  |
| 4                                                              | 11月12日 | 眠り姫の秘密/ マリコVS睡眠を操る殺人犯!? アリバイ偽造を暴くたいやきの謎                                    | 真部千晶   | 柏木宏紀 | 12.0%  |
| 5                                                              | 11月19日 | 牛が見た殺人/ 牛はみた!! チーズが暴く殺人…マリコ決死の乳搾り!?                                             | 吉原れい   | 西片友樹 | 12.2%  |
| 6                                                              | 11月26日 | マリコVS干物美女/ 死体が歩いて干物を買った!? 白い粉が暴く美女の嘘!!                                        | 阿部紗耶佳 | 宗野賢一 | 11.8%  |
| 7                                                              | 12月03日 | 風丘早月、罠に堕ちる/ 夫の失踪から19年…解剖医・風丘早月を襲う衝撃の罠                                      | 眉村涼子   | 濱竜也   | 11.3%  |
| 8                                                              | 12月10日 | プリンセスの扉/ バクテリアを愛した女の殺人!? マリコ決死の芋掘り!!                                          | 岩下悠子   | 濱竜也   | 09.8%  |
| 9                                                              | 12月17日 | 被疑者：土門薫/ 史上最強の敵、現る〜マリコVS殺人容疑者土門！ 最新科学の盲点をついた密室トリック 20時間の罠 | 戸田山雅司 | 森本浩史 | 12.0%  |
| 平均視聴率 11.1%（視聴率はビデオリサーチ調べ、関東地区・世帯） |          | |            |          |        |

### 科捜研の女 season21（2021年 - 2022年）
- 放送期間：2021年10月14日 - 2022年4月7日
- 放送回数：全18回
  - 第9話・最終話は2時間枠（20:00 - 21:54）でのスペシャル版として放送。
  - 第17話は通常より6分拡大（20:00 - 21:00）の上、時間帯の連続する『木曜ドラマ「となりのチカラ」』最終話にステブレレスで接続という形とされた。
- 特番などによる放送休止は以下の通り。
  - 2021年10月21日：「世界体操 女子個人総合決勝」放送のため休止。
  - 2021年12月9日：「世界アニマル&キッズ動画 100連発」放送のため休止。
  - 2022年1月27日：「2022 FIFAワールドカップカタールアジア地区最終予選 日本×中国」放送のため休止。
- 2022年2月3日：「北京オリンピック スキーモーグル 男女予選」放送のため休止。
  - 2022年2月17日：「2022年北京オリンピック スピードスケート女子1000m、フィギュアスケート女子フリー」放送のため休止。
- シリーズ開始以来の放送枠であった、「木曜ミステリー」枠にて最後に放送されたシーズンであると同時に、2024年現在最後となる2クール放送のシーズンでもある。

| 放送回                                                        | 放送日         | サブタイトル/ラテ欄 | 脚本       | 監督     | 視聴率 |
| ------------------------------------------------------------- | -------------- | --- | ---------- | -------- | ------ |
| 1                                                             | 2021年10月14日 | 榊マリコの選択/ さらばマリコ!? 異動…元夫が急接近!! 波乱のスタート                                                                               | 戸田山雅司 | 田﨑竜太 | 12.8%  |
| 2                                                             | 10月28日       | 殺人を消毒する女/ マリコに復讐!? 物証を99%殺菌する女と謎の朝ワイン                                                                              | 櫻井武晴   | 田﨑竜太 | 10.7%  |
| 3                                                             | 11月04日       | マリコのラーメン大作戦/ マリコ決死の爆食!? B級グルメ検索アプリ遠隔殺人!!                                                                        | 李正姫     | 西片友樹 | 10.0%  |
| 4                                                             | 11月11日       | マリコの靴みがき/ マリコVS靴磨き殺人 誰でも簡単ツヤ出し裏技トリック                                                                             | 真部千晶   | 柏木宏紀 | 09.9%  |
| 5                                                             | 11月18日       | 殺しのエチュード/ ピアノは見た!! 殺人犯の神演奏VSマリコの一本指奏法                                                                             | 櫻井武晴   | 柏木宏紀 | 10.3%  |
| 6                                                             | 11月25日       | マリコVS鑑定王子/ お宝鑑定殺人!! 1200年前の嘘を暴くマリコの椎茸狩り                                                                             | 岩下悠子   | 西片友樹 | 09.2%  |
| 7                                                             | 12月02日       | 犯人オーディション/ 殺意のアイドル選抜合宿!! イケメン6人VS踊るマリコ                                                                            | 真部千晶   | 宗野賢一 | 09.8%  |
| 8                                                             | 12月16日       | マリコVS殺人AI/ マリコVSシリーズ史上最大の敵…殺人AIを愛した女                                                                                   | 戸田山雅司 | 兼﨑涼介 | 10.1%  |
| 9                                                             | 2022年01月13日 | 衝撃…マリコVS科捜研!!/ 密室殺人VSマリコ&科捜研オールスター!! 被害者も容疑者も科学のスペシャリスト!? 死を呼ぶハンカチ落としと濡れた指            | 櫻井武晴   | 児玉宜久 | 10.1%  |
| 10                                                            | 1月20日        | 新春かくし芸鑑定/ 容疑者は巨大生物!? 5本指の殺意VSマリコの獅子舞!!                                                                              | 櫻井武晴   | 兼﨑涼介 | 08.3%  |
| 11                                                            | 2月10日        | デジタル舞子殺人事件/ 京都"デジタル舞子殺人" 二次元コード柄の着物の謎                                                                           | 松本美弥子 | 濱龍也   | 11.6%  |
| 12                                                            | 2月24日        | 女優コート殺人事件/ 高級コート借り放題殺人!! マリコ早月VS御手洗団子                                                                             | 岡崎由紀子 | 柳裕章   | 10.3%  |
| 13                                                            | 3月03日        | マリコのソロキャンプ/ マリコVSソロキャンプの達人!! 7色の炎を操る殺人犯                                                                          | 真部千晶   | 市岡歩   | 09.5%  |
| 14                                                            | 3月10日        | 復讐する臓器/ 記憶を移植された殺人犯!! マリコに早月が乗り移り!?                                                                                 | 戸田山雅司 | 宗野賢一 | 08.4%  |
| 15                                                            | 3月17日        | 救助犬ゾイ/ マリコVS犬と話せる殺人犯!? 科捜"犬"と犯人追跡!!                                                                                     | 山上梨香   | 西片友樹 | 10.0%  |
| 16                                                            | 3月24日        | マリコ先生の実験教室/ 死を呼ぶ卒業写真!! マリコVS小学生マリコの鑑定対決                                                                         | 真部千晶   | 宗野賢一 | 09.3%  |
| 17                                                            | 3月31日        | マリコのジビエデート/ マリコ土門VS疑惑の解剖医!? 名物ジビエに潜む殺意!!                                                                         | 櫻井武晴   | 西片友樹 | 07.4%  |
| 18                                                            | 4月07日        | マリコ、最後の事件…衝撃ラスト！/ マリコ最後の事件〜あの殺人AIが再び!! リケジョのSNS操作が生む1億の殺意…嘘と死の罠が科捜研を襲う！ 衝撃ラスト8分 | 戸田山雅司 | 森本浩史 | 11.5%  |
| 平均視聴率 9.6%（視聴率はビデオリサーチ調べ、関東地区・世帯） |                | |            |          |        |

### 科捜研の女 2022 season22（2022年）
- 放送期間：2022年10月18日 - 12月20日
- 放送回数：全9回
  - 第1話のみ2時間枠（20:00 - 21:54）でのスペシャル版として放送。
  - 最終話のみ6分拡大（21:00 - 22:00）。
- 2022年11月22日は「有吉クイズ 2時間SP」放送のため休止。
- 2022年秋改編にて新設された、火曜21時台の連続ドラマ枠の第1弾でもあり[82][83]、 直後の時間帯に放送される『報道ステーション』とは、ステブレレス接続とされた（レギュラー放送では初）。
- 同シーズンより、科学捜査研究所のセットの内装が刷新された他、収録時には劇場版と同等のクオリティを持つVFX技術を駆使した、24fpsによるフィルムライク処理（DOFアダプタも参照）が導入されるようになった。

| 放送回                                                        | 放送日   | サブタイトル/ラテ欄                                      | 脚本       | 監督     | 視聴率 |
| ------------------------------------------------------------- | -------- | -------------------------------------------------------- | ---------- | -------- | ------ |
| 1                                                             | 10月18日 | 新生・科捜研、衝撃スタート… 予測不能の連続人体自然発火!! | 櫻井武晴   | 兼﨑涼介 | 11.9%  |
| 2                                                             | 10月25日 | AIで蘇った悪魔                                           | 戸田山雅司 | 宗野賢一 | 08.9%  |
| 3                                                             | 11月01日 | 完全密室殺人実験                                         | 松本美弥子 | 宗野賢一 | 09.2%  |
| 4                                                             | 11月08日 | 人体白骨化20日法                                         | 真部千晶   | 柏木宏紀 | 08.4%  |
| 5                                                             | 11月15日 | 天才科学者VSサル                                         | 櫻井武晴   | 兼崎涼介 | 08.4%  |
| 6                                                             | 11月29日 | 犯人予想システム                                         | 戸田山雅司 | 西片友樹 | 09.5%  |
| 7                                                             | 12月06日 | ウマと話す方法                                           | 戸田山雅司 | 西片友樹 | 08.4%  |
| 8                                                             | 12月13日 | 紅葉が見た殺人                                           | 真部千晶   | 兼崎涼介 | 07.8%  |
| 9                                                             | 12月20日 | -50℃冷凍マリコ!! 最終決戦ついに完結                      | 櫻井武晴   | 兼崎涼介 | 08.4%  |
| 平均視聴率 9.0%（視聴率はビデオリサーチ調べ、関東地区・世帯） |          |                                                          |            |          |        |

### 科捜研の女 season23（2023年）
- 放送期間：2023年8月16日 - 10月4日
- 放送回数：全8回
  - 第1話のみ、2時間枠（20:00 - 21:54）でのスペシャル版として放送。
- キャッチコピーは「科学と感動が交差する、至高の事件解決ストーリー」。
- 新たな放送時間帯である水曜21時台[2][85]の編成見直しに伴い、同シーズンでは放送期間が8月中旬から10月初頭までの約2ヶ月間とされた。
- 放送開始に先駆け、前番組である『刑事7人 SEASON9』とのコラボも行われ、第1話放送前週の8月9日に放送された同作品の最終話に、本シリーズよりマリコがゲストとして登場した[86]。
- 同シーズンより、タイトルロゴに「SCIENCE RESEARCH INSTITUTE」のフレーズが併記されるようになった。
- 配信でのサムネイルでは、放送回のカウントが「EPISODE.○（数字）」と表記されている。

| 放送回                                                        | 放送日   | サブタイトル/ラテ欄                                                                               | 脚本       | 監督     | 視聴率 |
| ------------------------------------------------------------- | -------- | ------------------------------------------------------------------------------------------------- | ---------- | -------- | ------ |
| 1                                                             | 8月16日  | 新生マリコVS姿なき爆弾犯!! 目撃者は猫!? ロンドン〜天橋立1万キロ遠隔殺人を暴く最新科学と謎の綿あめ | 櫻井武晴   | 兼﨑涼介 | 9.6%   |
| 2                                                             | 8月23日  | 鳥と話す殺人犯!?                                                                                  | 真部千晶   | 柏木宏紀 | 8.7%   |
| 3                                                             | 8月30日  | 取調べ室の怪人                                                                                    | 戸田山雅司 | 柏木宏紀 | 9.3%   |
| 4                                                             | 9月06日  | 京都グルメ王殺人                                                                                  | 戸田山雅司 | 宗野賢一 | 9.4%   |
| 5                                                             | 9月13日  | 殺人を告白する花                                                                                  | 櫻井武晴   | 宗野賢一 | 8.8%   |
| 6                                                             | 9月20日  | サバイバル72時間                                                                                  | 松本美弥子 | 柏木宏紀 | 8.3%   |
| 7                                                             | 9月27日  | 解剖されたい男                                                                                    | 真部千晶   | 兼﨑涼介 | 8.3%   |
| 8                                                             | 10月04日 | 最後のメッセージ                                                                                  | 櫻井武晴   | 兼﨑涼介 | 9.6%   |
| 平均視聴率 9.0%（視聴率はビデオリサーチ調べ、関東地区・世帯） |          |                                                                                                   |            |          |        |

### 科捜研の女 season24（2024年）
- 放送期間：2024年7月3日 - 9月11日
- 放送回数：全10回
  - 第1話のみ、2時間枠（20:00 - 21:54）でのスペシャル版として放送。
- 2024年8月7日はパリ五輪中で、『朝メシまで。 スペシャル』放送のため休止。
- キャッチコピーは「科学が日本を明るくする」。
- 公式サイトの表紙では「SEASON24」、タブでは「season24」の表記がそれぞれ用いられている。
- 前シーズンまで使用されてきた「File.」に代わり、同シーズンでは新たに「EPISODE.」が放送回のカウント表記に用いられるようになった。

| 放送回                                                        | 放送日  | サブタイトル/ラテ欄                                                          | 脚本       | 監督     | 視聴率 |
| ------------------------------------------------------------- | ------- | ---------------------------------------------------------------------------- | ---------- | -------- | ------ |
| 1                                                             | 7月03日 | 新生科捜研に衝撃！マリコVS死を呼ぶキス… 姿なき犯人の空飛ぶ1000の分身と猫の謎 | 櫻井武晴   | 兼﨑涼介 | 7.8%   |
| 2                                                             | 7月10日 | 科学が解明!! 超美味ラーメン隠し味の涙                                        | 川崎龍太   | 宗野賢一 | 8.1%   |
| 3                                                             | 7月17日 | 甘い香りの逃亡者                                                             | 真部千晶   | 宗野賢一 | 8.8%   |
| 4                                                             | 7月24日 | 売れない家の秘密                                                             | 櫻井武晴   | 柏木宏紀 | 6.6%   |
| 5                                                             | 7月31日 | 密室と甘い焼き芋                                                             | 真部千晶   | 兼﨑涼介 | 5.5%   |
| 6                                                             | 8月14日 | 天才少女と母の嘘                                                             | 岡崎由紀子 | 柳裕章   | 6.5%   |
| 7                                                             | 8月21日 | 太陽になりたい男                                                             | 松本美弥子 | 柏木宏紀 | 6.3%   |
| 8                                                             | 8月28日 | 京都地下水脈の謎                                                             | 櫻井武晴   | 市岡歩   | 6.6%   |
| 9                                                             | 9月04日 | 女たちの最終決戦                                                             | 戸田山雅司 | 兼﨑涼介 | 7.7%   |
| 10                                                            | 9月11日 | マリコ最後の鑑定                                                             | 櫻井武晴   | 兼﨑涼介 | 8.6%   |
| 平均視聴率 7.3%（視聴率はビデオリサーチ調べ、関東地区・世帯） |         |                                                                              |            |          |        |

## 関連商品

### DVD・Blu-ray
「新・科捜研の女’06」
2024年現在唯一となる、テレビシリーズ（season7）からの映像ソフト化であり、2007年4月 - 8月にかけて全5巻がリリースされた。映像特典として各巻にキャストインタビュー、キャストデータファイル、科捜研用語集が収録されている。
- VOL.1[98]
- VOL.2[99]
- VOL.3[100]
- VOL.4[101]
- VOL.5[102]

「科捜研の女 -劇場版-」
2022年2月9日にDVDとBlu-ray（ともに1BOX仕様）で発売。DVD映像特典は特報・予告。Blu-ray限定音声特典は兼﨑涼介（監督）×櫻井武晴（脚本家） MC:武内絵美（テレビ朝日アナウンサー）によるオーディオコメンタリー、Blu-ray映像特典は特報・予告・TVスポット・PR集・カウントダウンリレー・完成報告イベント・舞台挨拶集・メイキング・スペシャルオンライン特番が収録されている。

### CD

#### 科捜研の女 オリジナル・サウンドトラック
収録されている全41曲とも、作曲・編曲は川井憲次が担当。川井が本シリーズに携わるようになった season3 から season10までのサウンドトラックCDとしてリリースされている。
ブックレットにおける川井のコメントによれば、同CDでは今までに作ったすべての曲を収録したかったものの、収録時間の都合でそれがかなわないため（10年間で作った曲は合計160曲以上で、CD3枚でも収まらないという）、使用頻度の高い曲を優先した上で残りを川井の趣味で選曲したという。

##### 収録内容
| #         | タイトル                                | 作詞  | 作曲・編曲 | 時間 |
| --------- | --------------------------------------- | ----- | ---------- | ---- |
| 1.        | 「ブリッジ(02)」                        |       |            | 0:19 |
| 2.        | 「科捜研のテーマ -出動-(01)」           |       |            | 1:50 |
| 3.        | 「科捜研のテーマ -明るく-(04)」         |       |            | 1:33 |
| 4.        | 「犯人の苦悩(02)」                      |       |            | 1:57 |
| 5.        | 「科捜研のテーマ -探索-(02)」           |       |            | 2:03 |
| 6.        | 「土門のテーマ -行動-(04)」             |       |            | 1:40 |
| 7.        | 「心情(02)」                            |       |            | 2:07 |
| 8.        | 「マリコのテーマ -優しく-(01)」         |       |            | 1:41 |
| 9.        | 「マリコのテーマ -推理-(01)」           |       |            | 1:34 |
| 10.       | 「新山のテーマ -推理-(02)」             |       |            | 1:32 |
| 11.       | 「アクション(02)」                      |       |            | 1:16 |
| 12.       | 「マリコのテーマ -推理-(02)」           |       |            | 1:59 |
| 13.       | 「科捜研のテーマ -出動・行動-(04)」     |       |            | 1:41 |
| 14.       | 「風丘早月のテーマ -明るく-(08)」       |       |            | 1:57 |
| 15.       | 「恐怖(02)」                            |       |            | 1:57 |
| 16.       | 「科捜研のテーマ -推理-(01)」           |       |            | 1:37 |
| 17.       | 「科捜研のテーマ -行動-(02)」           |       |            | 2:04 |
| 18.       | 「心情(06)」                            |       |            | 2:04 |
| 19.       | 「マリコのテーマ -マーチ風-(01)」       |       |            | 1:46 |
| 20.       | 「武藤のテーマ -独り芝居-(02)」         |       |            | 1:41 |
| 21.       | 「愛(01)」                              |       |            | 1:31 |
| 22.       | 「サスペンス -何かが起こる-(01)」       |       |            | 1:14 |
| 23.       | 「マリコのテーマ -怒り-(01)」           |       |            | 1:25 |
| 24.       | 「マリコのテーマ -推理・行動-(04)」     |       |            | 1:48 |
| 25.       | 「悲しみ(01)」                          |       |            | 2:22 |
| 26.       | 「友情(01)」                            |       |            | 2:03 |
| 27.       | 「風丘早月のテーマ -行動-(08)」         |       |            | 2:17 |
| 28.       | 「マリコのテーマ -悲しみ-(04)」         |       |            | 1:59 |
| 29.       | 「情景(01)」                            |       |            | 1:28 |
| 30.       | 「科捜研のテーマ -推理-(04)」           |       |            | 1:50 |
| 31.       | 「ブリッジ -心情-(01)」                 |       |            | 0:21 |
| 32.       | 「科捜研のテーマ -厚く-(06)」           |       |            | 2:38 |
| 33.       | 「サスペンス -迫り来る感じ-(01)」       |       |            | 1:06 |
| 34.       | 「捜査(10)」                            |       |            | 1:19 |
| 35.       | 「木場のテーマ -優しく-(01)」           |       |            | 1:34 |
| 36.       | 「ブリッジ(01)〜現場検証(06)」          |       |            | 2:23 |
| 37.       | 「土門のテーマ -怒り・アクション-(04)」 |       |            | 1:37 |
| 38.       | 「深い悲しみ(01)」                      |       |            | 2:20 |
| 39.       | 「科捜研のテーマ -アップテンポ-(10)」   |       |            | 2:10 |
| 40.       | 「優しく(06)」                          |       |            | 2:11 |
| 41.       | 「マリコのテーマ -明るく-(04)」         |       |            | 1:38 |
| 合計時間: | 合計時間:                               | 71:32 |            |      |

#### 科捜研の女 オリジナル・サウンドトラック Part.2
サウンドトラック集の第2弾で、収録曲数は全39曲。規格品番はCOCP-39546。2011年 - 2012年制作の season11 から、2015年 - 2016年制作の season15 までに製作された楽曲を中心とした収録内容となっている。

##### 収録内容
| #   | タイトル                       | 作詞 | 作曲・編曲 |
| --- | ------------------------------ | ---- | ---------- |
| 1.  | 「予兆〜メインタイトル」       |      |            |
| 2.  | 「朝のマリコ」                 |      |            |
| 3.  | 「死体発見5秒前」              |      |            |
| 4.  | 「一体なぜ?」                  |      |            |
| 5.  | 「科捜研のテーマ Season12」    |      |            |
| 6.  | 「鑑定結果発表」               |      |            |
| 7.  | 「轟く殺意」                   |      |            |
| 8.  | 「急行せよ」                   |      |            |
| 9.  | 「犯人からのメッセージ」       |      |            |
| 10. | 「惨殺」                       |      |            |
| 11. | 「科捜研のテーマ Season14」    |      |            |
| 12. | 「遥かな想い」                 |      |            |
| 13. | 「早月先生の差し入れ」         |      |            |
| 14. | 「管理官・芝美紀江のテーマ」   |      |            |
| 15. | 「推理の森」                   |      |            |
| 16. | 「刑事部長・藤倉甚一のテーマ」 |      |            |
| 17. | 「土門の捜査」                 |      |            |
| 18. | 「科捜研のテーマ Season11」    |      |            |
| 19. | 「こうは考えられない?」        |      |            |
| 20. | 「実験してみましょう」         |      |            |
| 21. | 「刑事という生き方」           |      |            |
| 22. | 「現場検証」                   |      |            |
| 23. | 「SRI車、疾走」                |      |            |
| 24. | 「深淵〜戦慄」                 |      |            |
| 25. | 「科捜研のテーマ Season13」    |      |            |
| 26. | 「明かされた過去」             |      |            |
| 27. | 「一段落」                     |      |            |
| 28. | 「お茶でも淹れましょうか」     |      |            |
| 29. | 「死神・落合佐妃子のテーマ」   |      |            |
| 30. | 「激闘」                       |      |            |
| 31. | 「証拠が語る真相」             |      |            |
| 32. | 「事件はまだ終わっていない」   |      |            |
| 33. | 「奪還」                       |      |            |
| 34. | 「罪の告白」                   |      |            |
| 35. | 「科捜研のテーマ Season15」    |      |            |
| 36. | 「事件の残り香」               |      |            |
| 37. | 「追憶」                       |      |            |

#### 科捜研の女 オリジナル・サウンドトラック Part.3
サウンドトラック集の第3弾で、収録曲数は全32曲。規格品番はCOCP-40993。2016年 - 2017年制作の season16 から、2019年 - 2020年制作の season19 までに製作された楽曲を中心とした収録内容となっている。

##### 収録内容
| #   | タイトル                      | 作詞 | 作曲・編曲 |
| --- | ----------------------------- | ---- | ---------- |
| 1.  | 「動き出す歯車」              |      |            |
| 2.  | 「科捜研のテーマ Season16」   |      |            |
| 3.  | 「マイペースな女」            |      |            |
| 4.  | 「大捜索のテーマ」            |      |            |
| 5.  | 「マリコの鑑定」              |      |            |
| 6.  | 「一刻も早く」                |      |            |
| 7.  | 「封印した過去」              |      |            |
| 8.  | 「科捜研のテーマ Season17」   |      |            |
| 9.  | 「罪と罰」                    |      |            |
| 10. | 「大いなる作戦」              |      |            |
| 11. | 「ライバル登場」              |      |            |
| 12. | 「ミステリの足音」            |      |            |
| 13. | 「白衣の5人」                 |      |            |
| 14. | 「エデンブルーのテーマ」      |      |            |
| 15. | 「ぼく、呂太だよ♡」           |      |            |
| 16. | 「だとしたら変ね」            |      |            |
| 17. | 「Monte Tormenta」            |      |            |
| 18. | 「科捜研のテーマ 吹奏楽ver.」 |      |            |
| 19. | 「犯人は笑う」                |      |            |
| 20. | 「科捜研のテーマ Season18」   |      |            |
| 21. | 「デカの仕事」                |      |            |
| 22. | 「悪女の季節」                |      |            |
| 23. | 「事件が動いた」              |      |            |
| 24. | 「包囲網」                    |      |            |
| 25. | 「すべての始まりは」          |      |            |
| 26. | 「拡大鮮明化された真実」      |      |            |
| 27. | 「土門薫という男」            |      |            |
| 28. | 「屋上の二人」                |      |            |
| 29. | 「悪の暗躍」                  |      |            |
| 30. | 「全員出動!」                 |      |            |
| 31. | 「科学の向こうに」            |      |            |
| 32. | 「科捜研のテーマ Season19」   |      |            |

#### 科捜研の女 -劇場版- オリジナルサウンドトラック
2021年公開の「科捜研の女 -劇場版-」のサウンドトラック盤で、メインテーマのアレンジ版をはじめ、それぞれのシーンに合わせた全29曲が、映画のストーリーどおりに収録された。規格品番はCOCP-41547。
収録曲のうち、Track10「催眠術!?」の原曲は2001年に製作され、ドラムパートはテレビシリーズでも頻繁に使われているが、同CDではあえて手を加えずにそのままドラムソロ曲として収録されている（科捜研の女-劇場版-サウンドトラック・ブックレットより引用）。

##### 収録内容
| #   | タイトル                                  | 作詞 | 作曲・編曲 |
| --- | ----------------------------------------- | ---- | ---------- |
| 1.  | 「エピソード0」                           |      |            |
| 2.  | 「世界同時多発不審死事件」                |      |            |
| 3.  | 「死神」                                  |      |            |
| 4.  | 「科捜研のテーマ〜開幕〜」                |      |            |
| 5.  | 「エンテロコッカス・パンデレスオ」        |      |            |
| 6.  | 「佐沢が止まらない」                      |      |            |
| 7.  | 「なぜ科学者だけが殺されるのか」          |      |            |
| 8.  | 「土門刑事は見逃さない」                  |      |            |
| 9.  | 「科捜研のテーマ〜Swing〜」               |      |            |
| 10. | 「催眠術!?」                              |      |            |
| 11. | 「ロンドンの死」                          |      |            |
| 12. | 「天才科学者のアリバイ」                  |      |            |
| 13. | 「秘密基地」                              |      |            |
| 14. | 「髄液鑑定のテーマ」                      |      |            |
| 15. | 「監察官たち」                            |      |            |
| 16. | 「0.01％の隠れ成分」                      |      |            |
| 17. | 「科学者の父娘」                          |      |            |
| 18. | 「マリコとタクヤ」                        |      |            |
| 19. | 「いい夫婦になれたんだな」                |      |            |
| 20. | 「座礁」                                  |      |            |
| 21. | 「科捜研のテーマ〜アベンジャーズ集合!〜」 |      |            |
| 22. | 「加賀野教授の挑戦状」                    |      |            |
| 23. | 「青い女〜動き出す歯車〜」                |      |            |
| 24. | 「科捜研のテーマ〜最終決戦〜」            |      |            |
| 25. | 「史上最強の敵」                          |      |            |
| 26. | 「最終実験、はじまる」                    |      |            |
| 27. | 「榊マリコよ永遠に」                      |      |            |
| 28. | 「科学者の尊厳」                          |      |            |
| 29. | 「紅葉の季節」                            |      |            |

### 書籍

#### 雑誌
- 「科捜研の女」コンプリートBOOK（2019年4月2日発売、ぴあ、ISBN 978-4-8356-4032-7）[注 10][112]

#### ノベライズ
- 「科捜研の女 -劇場版-」（2021年8月5日発売、宝島社、ISBN 978-4-2990-1887-8）

#### コミカライズ
- コミック「科捜研の女」Vol.1（2017年10月5日発売、AKITA TOP COMICS、ISBN 978-4-2532-4487-9）
- コミック「科捜研の女」Vol.2（2017年11月2日発売、AKITA TOP COMICS、ISBN 978-4-2532-4488-6）
- コミック「科捜研の女」Vol.3（2017年12月28日発売、AKITA TOP COMICS、ISBN 978-4-2532-4489-3）

## 映画
2020年12月17日放送の「 season20 」最終回において映画化が発表された。